# Histoire de Saint-Dié-des-Vosges

Blason de Saint-Dié-des-Vosges.

Cet article traite des principaux événements liés à l'occupation humaine à Saint-Dié-des-Vosges, dans le département français des Vosges.

## Préhistoire
Les vallées avoisinantes de Saint-Dié-des-Vosges recèlent des lieux de peuplement dispersés et très anciens. L’archéologue n’y rencontre pas seulement des sites de période laténienne comme le site du camp celtique de la Bure, à 2 kilomètres de Marzelay. Une multitude d'indices signale une précoce présence néolithique et une intensification de l'occupation des sols il y a 5000 ans. Des silex taillés ont été mis au jour à Brompont, comme sur le site fouillé de La Bure. Une hache en silex polie a été retrouvée en 1899 dans la forêt communale de la Madeleine. Des tessons de poteries rubanées ont été exhumés au cours des aménagements des zones d'activité d'Hellieule. Des lames d'épées en bronze, ainsi que d'autres artefacts coulés de fabrication locale, ont été mises au jour rue de la Prairie à la Belle Époque.

## Antiquité
Le site du Petit-Saint-Dié, à 500 mètres du centre de la ville, est connu aujourd'hui encore par ses deux chambres en pierre, accueillant l'eau des fontaines ferrugineuses. Un bas-relief romain encastré dans le portique de l'oratoire du Petit-Saint-Dié, décrit par l'ouvrage de Jean Mettelus, imprimé à Cologne en 1504, atteste d'une source abondante, aménagée à l'époque gallo-romaine pour le repos des voyageurs. Une foule de monnaies romaines, et la présence de multiples tombes près de la voie antique en contrebas, attestent la présence gallo-romaine. Les sites de hauteurs répertoriés, Varrinchâtel, Le Chazeté, La Pierre d'Appel, La Bure etc. sont parfois antérieures à La Tène. Ils forment à cette époque un réseau dense qui impressionne aujourd'hui les archéologues. La mise en valeur des prairies d'irrigation et la présence d'activité métallurgique avant la Tène finale oblige à revoir la densité de population.
Si le forum ou fanum suivant les auteurs, c'est-à-dire le Vieux-marché Saint-Martin a livré au XIXe siècle quelques vestiges de maisons solidaires adossées à des remparts dont les fosses comblées après un incendie vers l'an 90 ont livré des minerais fondus, le plus connu par les fouilles de 1963 à 1978, un plateau barré par un murus gallicus et protégé par un rempart, est le camp de la Bure habité à l’époque gauloise, puis gallo-romaine par une famille de forgerons et ses employés. Le camp sert aussi longtemps de refuge de hauteur, véritable oppidum aux époques de troubles et de guerres. À l’époque gallo-romaine tardive, il est équipé d’une grande statue portant un Jupiter terrassant l’anguipède, une grande balise visible de l’antique voie romaine, via salinatorum.

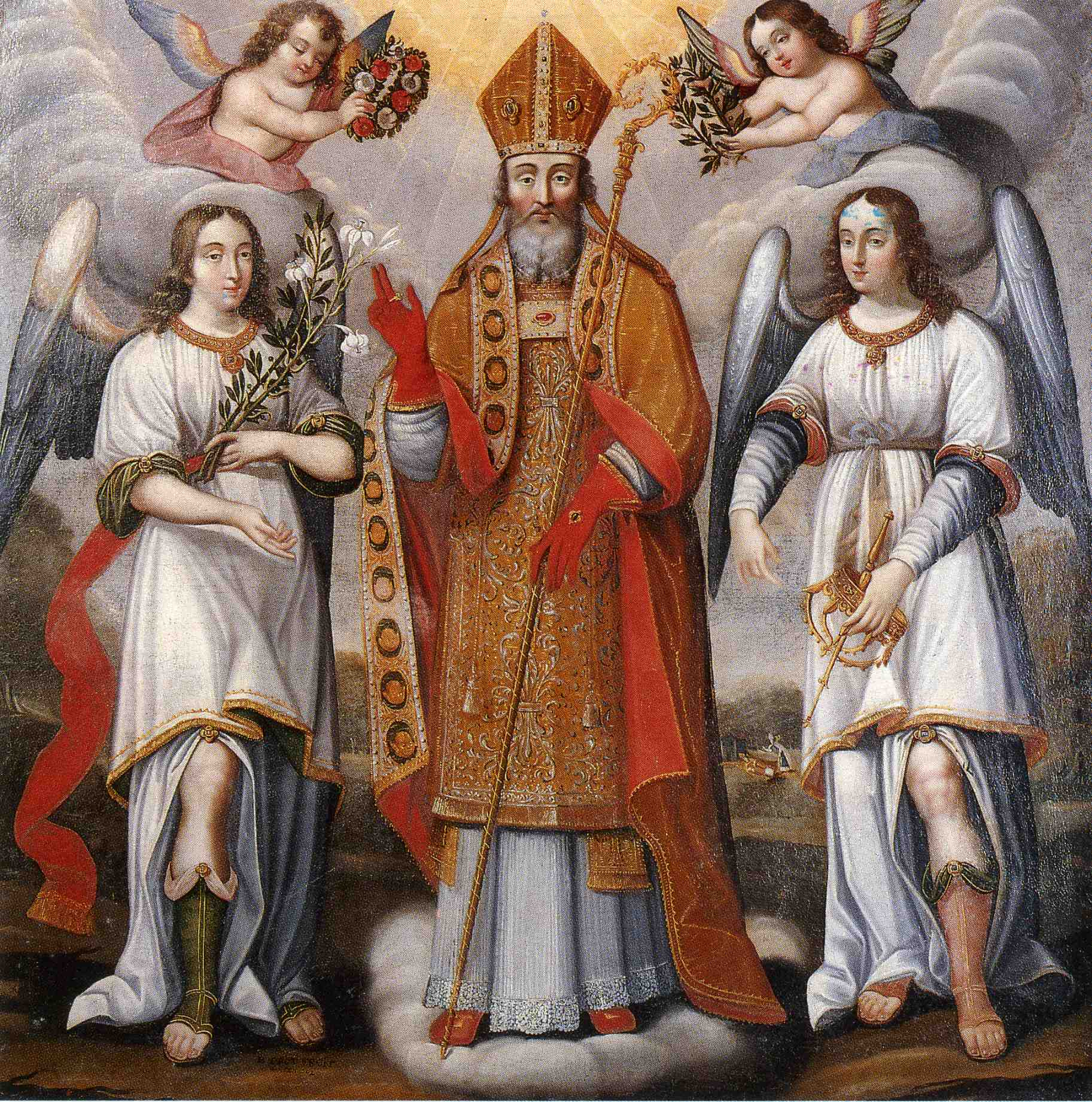
La Glorification de saint Déodat (B. Prot, 1662).

## Haut Moyen Âge
Assez éloignés de cette voie marchande, les habitants de cette partie du Chaumontois christianisés bien avant le VIIe siècle se rassemblent pour fonder un ban religieux qui reçoit des privilèges d'immunités du roi d'Austrasie Childéric II. Le ban Saint-Dié dont les privilèges immunistes sont confirmés et peut-être agrandis par Thierry IV ou Childéric III comprend probablement la plus haute partie du val de Meurthe jusqu’à La Bolle ainsi que le val de Fave en amont de la prairie d’Hellieule jusqu’aux abords de Beulay.
La fondation reconnue par un privilège royal en l’an 669 est associée à l’œuvre de saint Dié. Ce personnage légendaire, saint homme longtemps dénommé Bonhomme par le peuple, est d’abord associé au Petit-Saint-Dié, lieu-dit sous la roche Saint-Martin, à un vieux sentier qui mène au col éponyme et surtout au chemin de montagne parsemée de fontaines, saint Dié reliant Hunawihr aux abords de Colmar à Saint-Dié par le bien nommé col du Bonhomme. Quelques anciens habitants du faubourg Saint-Martin avant 1890 connaissaient le vieux moutier en dessous de la côte Saint-Martin et au-dessus des sources abondantes du Petit-Saint-Dié. Déodat ou Dieudonné est aussi considéré par la tradition religieuse la plus orthodoxe comme le fondateur du "monastère idéal des Jointures", là où est maintenant l’ensemble cathédral.
Ce ban est commandé par une assemblée chrétienne ou ecclesia, composée de tous les hommes capables de porter une arme, y compris les religieux s’il y en a. Elle choisit en son sein des conseils d’anciens ou saonnes qui se déplacent annuellement à date et lieu fixes dans le territoire ordonné par le ban Saint-Dié, elle peut aussi se réunir exceptionnellement. La saonne de justice semble être vénérée au-dessus de tout autre pouvoir et ses plaids sont les plus respectés. L’assemblée Saint-Dié est aussi conçue sur le mode du thing germanique ou ding mérovingien. L'assemblée primitive semble être née en même temps que le lieu de foire d’automne et de printemps, choisi sur la prairie d’Hellieule. Les assemblées politiques importantes se tiennent aux équinoxes, alors que les fêtes religieuses prépondérantes, hormis les premiers jours spécifiques des mois de novembre, février, mai et août, sont axés sur les solstices. Les élections se déroulent en plein air, à main levée. Une partie des fonctions est tirée au sort parmi des candidats de même âge.
Les hommes sages, élus ordonnant la bonne justice et la paix, se retirent au nord sur l’Ortimont ou mont rond. Ils écoutent le diseur de lois et jugent sans appel. Ils commandent ou désavouent au sud jeunes et vieux guerriers assemblés au voisinage du bois Saint-Martin. Les bonnes femmes ou sages femmes, garantes des valeurs familiales et de la divination, exercent à l’orient, réunies sur un ancien domaine du second Empire ou fundus, probablement en parie ruiné, dont la pars dominicata, séparée par une galerie jardinée et arborée de la pars rustica, est le monticule surplombant le rupt de Robache, qui se prolonge par les carrières antiques des Rochattes aux Fées. Elles jugent, réprimandent et consolent les réprouvés, les captifs temporaires et les femmes de mauvaise vie, qui sont gardés à l’occident près du massif actuel de la Madeleine. La pierre hardie, où pouvait être pratiqué des ordalies par le feu, rappelle le pouvoir féminin. Un tel lieu de rencontre temporaire n’est pas forcément habité.
Les Étichonides, possesseurs légendaires du pouvoir mérovingien, ont toléré bon gré mal gré cette organisation, en la chargeant aussi de la collecte d’impôt à leur profit. Ce n’est pas le cas des premiers Pépinides et Carolingiens, restaurateurs d’un fisc royal autoritaire et de dîmes religieuses rigoureuses, en dehors de prélèvements de guerre exorbitants. Ils imposent des administrateurs, souvent des religieux orthodoxes bénédictins, aux côtés de militaires qui suppriment toute vie politique indépendante au niveau du ban Saint-Dié. La légende de la fondation du monastère du Val de Galilée rappelle la volonté d’apaisement de Charlemagne, alors que ce dernier souverain, comme son père Pépin ou son grand-père Charles, utilisaient ces lieux de paix et de prière, pour assurer leur sécurité et l'approvisionnement de leurs soldats, en partance ou de retour d'une expédition guerrière à vocation principale de prédation. Il n’est plus sûr que l’âme de son cher père, le roi Pépin, aille aux paradis et rassemble une dizaine de moines pour prier à cette ascension sous le patronage de saint Maurice. Il restaure en partie un droit d’assemblée masculine pour associer à ses forces guerrières les jeunes hommes, et sélectionner de vigoureuses recrues pour son infanterie.
Les hagiographies successives de saint Dié, fort tardives à partir du XIe siècle, affirment que le monastère du Val de Galilée a été rêvé par Déodat. Au-delà des hagiographies légendaires, le premier moine cité par les archives « Marcinam le noir » apparaît sous Pépin et n’a aucune fonction abbatiale. Aucun document ne prouve la réalisation royale du VIIe siècle, mis à part le terme « monasteriolum » qui apparaît dans la charte de Charlemagne du 13 janvier 769 et le rappel inlassable par les chanoines de Saint-Maurice puis de Saint-Dié, de cette charte de Childéric II, avec ses privilèges et immunités maintenus par les rois et empereurs. Il s’agit sur la rive droite, à l'emplacement des deux églises actuelles, du monastère Saint-Maurice fondé pour prier pour le l'âme et le repos de son père Pépin. Les moines bénédictins, choisis par l'abbé de Moyenmoutier ont été nommés à Saint-Maurice pour accomplir le vœu royal. Hydulphe est plus tard présenté symboliquement en continuateur de saint Dié. Tous les parchemins et documents administratifs ainsi que la plupart des hagiographies des saints fondateurs proviennent du scriptorium de l’abbaye de Moyenmoutier à partir du XIe siècle.

## Réforme canoniale et naissance d’une église collégiale
Vers 962, la domination ottonienne, rigoureusement conservatrice et châtiant les écarts au statu quo accepté, impose une transformation du lieu religieux en chapitre séculier de chanoines. En 964, le premier duc de Haute Lorraine, Frédéric Ier, chasse les derniers moines récalcitrants et confirme la nomination d'un douzaine de chanoines, sorte de prêtres sécularisés orthodoxes réunis en assemblée collégiale sous la houlette d'un dignitaire de justice, qui prendra au XIIe siècle le titre de grand prévôt. Cette assemblée récupère la tâche de justice des saonnes. L'archevêque de Trèves, continuateur de la tradition royale, confirme à la collégiale et les privilèges d'immunité et l'exercice de la juridiction quasi épiscopale sur l'espace de l'ancien grand ban. Mais l'évêque Gérard de Toul veille scrupuleusement à ses droits épiscopaux et affirme son contrôle sur une part des biens temporels de l'ancien monastère. Il obtient de l'empereur Othon Ier le Grand en particulier la préservation des parts sur la production minière et surtout, en 967, le droit de battre monnaie au nom des monastères de Saint-Maurice et de Moyenmoutier. L’évêque de Toul y maintient son dominium tout au long du XIe siècle alors que la collégiale gardienne de la châsse d'or et d'argent de saint Dié dès 1006 adopte progressivement le nom populaire du saint fondateur du ban. Thierry Ier, duc de Mosellane ou de Haute Lorraine, comme son père Gérard, fait frapper à son effigie des deniers à Saint-Dié, à la suite de ceux du chapitre et du grand prévôt, au sein de l'évêché de Toul. L'atelier monétaire de Saint-Dié est un signe apparent de richesses, frappant obole et denier sous Thierry II, émettant des deniers encore pour Ferry III, le cofondateur de la ville basse de Saint-Dié. Les ressources minières en cuivre et en argent de la collégiale, alliées à leurs droits de frappe monétaire et à leur capacité de gestion, expliquent sur le long terme le pouvoir caché des chanoines en état apparent de faiblesse politique et l'irruption finale d'alliances lointaines, qui immobilisent les acteurs ou féodaux prédateurs.
Une légende infondée voudrait que le futur Léon IX, Bruno de Dabo-Eguisheim, soit nommé, avant de devenir évêque de Toul, grand-prévôt du chapitre de Saint-Dié en 1026. Bruno qui connaît mieux Toul et Moyenmoutier a pu visiter le monastère, après le concile de Mayence qui le fait accéder à la dignité papale en 1048. Mais ce qui est tardif et attesté, c'est que la famille du pape, celle des Dabo-Egisheim, a joué un rôle protecteur indéniable au point d'être revendiqué en figure sainte et tutélaire plus tard par les vénérables chanoines nobles et d'apparaître sur l'écu du chapitre de Saint-Dié, marqué par les trois roses à la bande. Le futur souverain pontife place à la tête de la collégiale son frère Valdrade, en 1048 confirme et accroît en 1051 et 1952 avec l'appui de l'empereur souabe les privilèges du chapitre de la collégiale et de l'Insigne Église de Saint-Dié. L'historien et archiviste Gravier indique que l'an 1049 sonne le glas de la vieille appellation Saint-Maurice.
La collégiale, qui semble préserver l’antériorité ou l’acquis amoindris d’instances politiques autonomes, affirme toutefois son indépendance vis-à-vis de l’évêque de Toul, puisqu’elle verse un denier d’or symbolique au Siège apostolique. Mais a contrario le prévôt obéit au pouvoir hégémonique extérieur à l’ancien ban. Les premiers ducs de la maison de Lorraine, représentés au XIe siècle par les sires de Parroy, interviennent dans ce jeu politique en avoué et suzerain ; ils se substituent de plus en plus à l’évêque de Toul. En 1065, un terrible incendie ravage les églises, les maisons canoniales, sans oublier le chartier selon Jean de Bayon. Tous les titres, diplômes et chartes, accordés par les papes, rois et empereurs, conservés in situ partent en fumée. Jean Ruyr en rend responsables les boutefeux, regroupement temporaire de bandes vagabondes qui pillent et brûlent la contrée. S'ensuivent quelques années plus tard deux décennies de guerres permanentes et de malheurs, à commencer par la famine dès 1070, aggravée par les calamités des hivers, en particulier de novembre au 25 mars 1071 et les ravages durables du mal des ardents.
La puissante abbaye de Moyenmoutier a fermé les yeux sur la mainmise par son avoué, le duc de Lorraine ou ses représentants, des biens publics gérés à partir du monastère Saint-Dié administrant le val de Galilée. En échange, elle semble avoir reçu hommes et terres pris sur le vieux ban démembré de Gondelbert, en particulier la face nord de l’Ormont de Hurbache au Ban-de-Sapt, et des droits sur Provenchères et ses dépendances. Il semble qu’en prenant sous leur protection le pèlerinage en dévotion à saint Dié (au Petit Saint-Dié), les chanoines, seigneurs justiciers du Val de Galilée par la grâce de la charte royale de Childéric II, se soient enrichis et en partie émancipés de l’abbaye médianimonastérienne qui avait la tutelle, au point de vouloir changer de nom. Le duc et ses officiers se sont alors attribué momentanément sous le nom de Ban-le-Duc l’immense partie du ban Saint-Dié. Vers 1100, le chapitre en la ville, ban et finage de Saint-Dié, auquel se rattache l'ensemble des finages de Robache, grande mairie comportant Ortimont, les Behouilles, La Goulle, Warcouxey et Grattain, et les divers finages de La Chenal ou du Bihay, associé à la Bolle, d'Hellieule, de Sainte-Marguerite et une part de son finage détaché ou Faing, ainsi que le Viller (Le Villé), La Pouxerie (La Pêcherie), Marzelay, c'est-à-dire les Trois Villes, fruit d'un remboursement du duc à partir de ses biens médianimonastériens, est de facto un seigneur haut, moyen et bas justicier, qui peut punir ses vassaux ou sujets délinquants par mort ou bannissement, mutilation de membres, fouet, marques et autres peines corporelles ou amendes etc.. Le chapitre, possesseur de toutes fortifications, murs, fossés et barbacanes, peut évidemment lever des hommes pour la guerre, nomme les maires de communauté, les tuteurs ou curateurs à droits de confiscation, autorise ou permet manifestations et fêtes patronales, danses et réjouissances, etc.
Les douze chanoines préparent une argumentation stratégique pour contrer la spoliation autoritaire, en revendiquant en premier abord quelques dépendances immémoriales, à savoir Sainte-Marguerite, Taintrux, Frapelle et Mandray. Sainte-Marguerite, malgré sa communauté et ses dépendances réduites, est encore un centre religieux prestigieux qui ouvre 'ad noldium ou vers la grande prairie de la Meurthe entre Anould et Saulcy, ressources qui attisent autant l'appétit des Ribeaupierre que des Paroy. Frapelle, non loin de Neuvillers au bord du cœur de la prairie de la Fave, entre Remomeix et l'aval du pont noir sous Provenchères, non loin des petites seigneuries de Spitzemberg, de Provenchères ou de Laveline. La mairie de Taintrux a été choisie comme centre de seigneurie par la maison vassale des Paroy. Mandray, vieille église mère et important centre de collecte de la collégiale, avec ses sols profonds, propices aux cultures de grains, proche des veines minières de La Croix-aux-Mines, commande aux vastes montagnes accessibles par les couloirs de la Petite et Grande Meurthe, et ridiculise les prétentions des Ribeaupierre à l'accaparement du ban de Fraize.
Aussi des procès éclatent pour dénoncer la spoliation de l'entité territoriale bénéficiant d'immunités royales et de privilèges. Alors que la spoliation profite plus à ces vassaux qu'à son duché, le duc Simon en 1125 est contraint de reconnaître par acte les droits réciproques des seigneurs avoués et des chapitres. Les archives attestent la domination de la famille ducale entre 1135 et 1297. Plus que les derniers moines bénédictins chassés ou amoindris par la réforme canoniale, les chanoines et prêtres des paroisses de l’ancien ban Saint-Dié refusent le poids de cette mainmise, et, réactivant les assemblées chrétiennes du ban Saint-Dié, sont associés en une collégiale indépendante et dissidente vis-à-vis du pouvoir prévôtal, pour organiser au XIIe siècle la rébellion face à l’hégémonie ducale ou seigneuriale sur le bien public. Ils ont reconquis par tous moyens, excommunications, guerres féodales, achats, échanges, tractations, soutiens, alliances stratégiques… une grande partie du ban de leurs paroisses spoliées et repris le contrôle du monastère, obtenant la reconnaissance du pouvoir ducal qui les intègre à sa grande collégiale. Ces défenseurs d’une identité civile sont au XIIe siècle, à l’origine de la réapparition du ban Saint-Dié. La découverte de pièces d'or de Louis VI le Gros dans les fouilles pour la refondation du pont des Trois Arches vers 1810 près de Saint-Martin montre le renouement des relations protectrices de la dynastie capétienne envers les monastères d'origine régalienne. L'influence de la civilisation franco-flamande est forte, au point que les premiers écrits notariés du XIIe siècle sont rédigés en ancien français, incluant quelques expressions lorraines ou termes locaux. Le Val de Galilée est fréquemment nommé, de façon populaire, à partir des années 1140 "Val de Saint-Dié". Le 13 janvier 1141, un premier traité fondateur entérine la séparation du Val de Saint-Dié entre le ban du duc et le ban du chapitre, au niveau des droits et juridictions respectives. Mais dans le même temps, le chapitre, qui n'est pas dupe, à l'instar du moindre noyau d'habitat prospère lassé des abus et autres prédations, ordonne la formation d'un bourg fermé autour des églises autrefois facilement accessibles aux pèlerins. En 1155, alors que la construction de nouvelles enceintes protectrices entourant la citadelle, le quartier canonial et la petite ville accolée sous sa protection est entamée, un violent incendie ravage l'ensemble des bâtiments. L'historien Gravier y voit un acte sournois de vengeance ducale. Au contraire, le duc, soucieux de garder un sanctuaire renommé, et conformément à sa vocation de voué, intervient pour financer la reconstruction, ce que le chapitre, placé dans l'embarras devant un tel sinistre, accepte, en le remboursant de l'octroi d'un quartier de 50 maisons. Les sujets habitants de ce quartier ducal seraient sujets du duc, en étant soumis à la juridiction spirituelle du Grand prévôt et du chapitre
Au XIIIe siècle, la lignée ducale, consciente d'un large cadre politique, qui l'assujettit, non sans grincement, au roi de Germanie, a préféré petit à petit tirer profit de ses terres, y faciliter conformément à sa vocation première les transports et le passage des voyageurs, jouer l’association financière et mettre en valeur conjointement l’ensemble des bans, plutôt que de mettre sa prérogative guerrière reconnue unanimement, à mal en s’évertuant à mater des guerres internes ou des révoltes éternellement renaissantes, à partir de minuscules enclaves fortifiées, y compris par des paysans équipés d'arquebuses aux tirs puissants et mortels. D’où l’acception des terres autonomes de la Collégiale, qui, se préparant à une longue lutte, avait réussi à se maintenir directement sous l’autorité papale. En 1206, le duc rend un quartier d'habitations comportant deux moulins, Faremoulin et Boquemoulin, au delà du pont de Meurthe, en rive gauche. En 1212, la grande ferme de La Vacherie, au cœur du village actuel de Saint-Michel, est donnée à titre de compensation et de bonne entente par le vieux duc désormais chauve Ferry avec toutes ses dépendances au chapitre. En 1213, le duc Thiébault abandonne au chapitre l'ancien "forum" constitué d'un enclos dense de maisons, plus tard dénommé le Vieux-Marché. En 1225, le duc Mathieu II leur rend les hameaux du Viller, de la Pêcherie et de Marzelay, fort amoindris. Il enjoint le village d'Hellieule qu'il note toutefois dans son testament afin que les vénérables chanoines prient à chaque anniversaire de sa mort. La ploutocratie noble et canoniale lui permet d'attirer maints hommes hardis, expérimentés ou d'envergure, bénéficiant parfois d'un droit de contremand, et de les laisser s'installer sur ses possessions pour les mettre en valeur, mais aussi de récupérer de nombreuses propriétés foncières et de capter d'autres biens fonciers, par acquisition dans les Vosges, en Chaumontois (plaine ou piémont de Lorraine) et en Aussaye (Alsace). La richesse du chapitre est à cette époque proverbiale, le chapitre prête de façon déguisée à de nombreuses autorités ecclésiastiques, comme à des abbayes ruinées et récupèrent facilement d'autres biens fonciers gagés. Ainsi Provenchères et sa haute vallée qui n'appartenaient point au ban du chapitre reconnu sur le « Val de Saint-Dié », tombent dans son escarcelle, l'abbaye des Prémontrés d'Etival, contrainte de lui emprunter durablement à la fin du XIVe siècle à la suite d'une révolte et une excommunication papale de son chapitre, finit plus tard par se délester, au profit de la Collégiale, de l'hospice de la Madeleine au Bihay que les chanoines prémontrés dépourvus de ressources sont incapables d'animer, et de sa grande et belle forêt, associée par la charte de Richarde, du massif de la Madeleine incluant le versant gauche du Taintrué, avec La Bolle et ses Moîtresses, c'est-à-dire ses métaieries, jusqu'au col du Haut Jacques.

## À l’ombre de la Collégiale

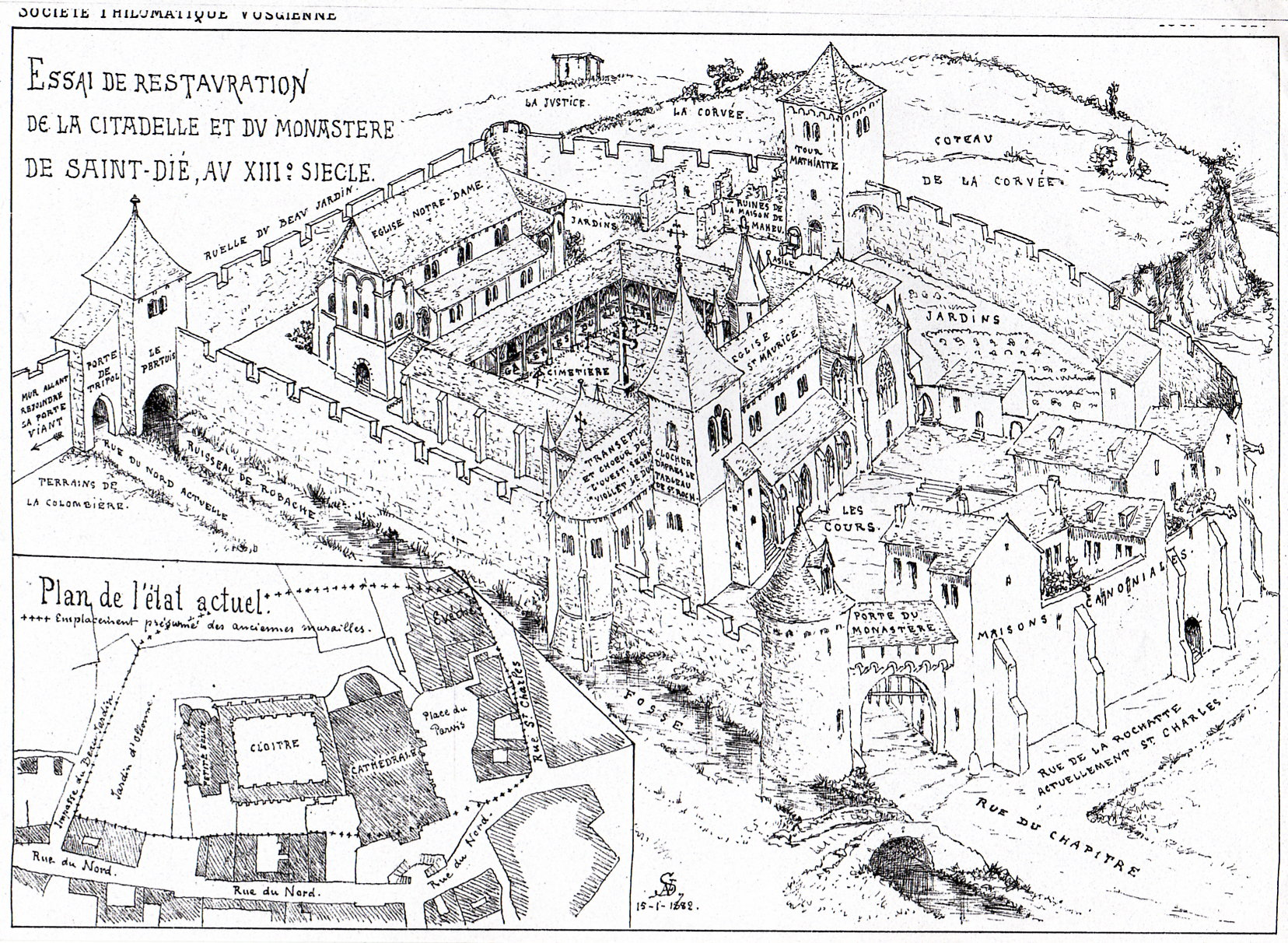
La citadelle et le monastère au XIIIe siècle imaginés par Gaston Save, en 1881.

En 1266, une association de l'église collégiale de Galilée avec le duc de Lorraine Ferry III, légendaire protecteur des bourgeois, permet de fonder une ville basse, qui sort de terre avec ses murailles à partir de 1280. En rive droite, Saint-Dié correspond à la paroisse Sainte-Croix, c’est-à-dire dédiée à la Sainte Croix, qui est fondée à partir de la ville haute déjà fortifiée, entourée de douves sur son monticule. Les grandes et somptueuses maisons canoniales, anciennes résidences d'hiver des membres de la collégiale, s'y accolent au sud-ouest de la grande église en pierre, initialement dédiée à saint Maurice, puis à Saint Dié et enfin à la Sainte-Croix, tout en abritant les reliques sacrées de saint Dié dès le XIe siècle, non loin de la vieille et petite église Notre-Dame, au-delà de l'édifice à double alignement en bois nommé galileum ou galilea au pluriel, une ancienne double galerie plus qu'un cloître, ce qui se montre par sa fonction de cimetière attestée au XVe siècle et XVe siècle, ainsi que d'ossuaire à l'étage de bois de la galerie avant, jusqu'au XIXe siècle. Plus bas, une fraction du flux du Robache rentre par un bas pertuis protégé par une armature de ferronnerie, dans la ville basse du chapitre. Ces aménagements hydrauliques, nécessaires à la vie pendant un siège ou trivialement à la lessive ou "bouasse" des maisons canoniales, alimentent ensuite les douves ou les canaux devant la ferme du chapitre. En 1286, ultimes preuves d'une formation urbaine, le chapitre bâtit une école pour les enfants de la Ville et du Val, sur l'emplacement de l'ancienne cure et un couvent de béguines s'installe dans la rue longeant le rupt de Robache, à proximité de la porte Vian. La large ville de l'habitat canonial et des deux églises surplombé à l'orient par une colline portant la grande tour Mathiatte, véritable dominium prévôtal, inclut la citadelle, s'ouvre par trois portes basses, la porte Vian vers le vallon du Robache, la porte Rochatte à l'amont et la porte Petru vers l'aval occidental. La ferme du chapitre en partie protégée, à proximité de ses champs et jardins accessibles depuis des canaux longeant le cours du Robache, est située au niveau de la rue Cachée. Une enceinte fortifiée spécifique construite vers 1160 sépare, par sécurité, ses granges, bergeries, étables, basses cours et autres logements des serviteurs paysans de la seconde enceinte canoniale avec ses résidences nobles, plus haute et terminée en 1283, comme le rappelle le premier historien du chapitre Jean Ruyr.
L’axe prépondérant entre la ville basse partie ducale et la partie capitulaire après 1280 est constitué par la grand rue unique où coule au milieu les eaux de la grande fontaine bouillonnante, dite "Bouillereau", installée en amont au voisinage du gros tilleul et de la Pierre Hardie dans l'enceinte de la citadelle, serpentant dans le creux central après un passage sous siphon. Sa rive gauche reste au chapitre, les maisons à belles devantures et arcades saxonnes de la grand rue cachent les quartiers canoniaux protégés par une haute muraille des orfèvres et des postes, à côté de la ville haute qui commence par la partie de citadelle, où réside le grand prévôt et son administration souveraine. La partie urbaine du chapitre, dite ville basse, est protégée par des murailles qui jouxtent les jardins et le canal des moulins, capté en amont de la Meurthe à la grande vanne de pierre, l'ensemble du canal étant possession du chapitre. Une partie de l'eau pénètre, par un Siphon hydraulique ou sas protégé, la ville basse, faisant fonctionner le moulin à farine du chapitre, protégé par un grand mur des autres habitations. La rive droite de la Grand Rue, hormis la maison de la Halle en début de rue, est reconnue possession ducale. Le duc détenteur du pouvoir non suzerain, mais d'avoué y avait érigé au XIIe siècle un château de plaine, devenu à la suite de son abandon militaire, le château de la Cour dans le quart sud-ouest de la ville basse, au moment où les autorités l'entourent de riches jardins et de breuils. Les sujets lorrains rivalisant avec ceux du chapitre bâtissent une ligne de façade de hautes maisons à arcades donnant sur la grande rue. Les règlements et fêtes autorisées par les deux seigneuries ne sont pas les mêmes. Le duc Ferry III, tout en maintenant les droits accordés en 1209 à l'ouest de la grand'rue pour cinquante maisons juives, loge aussi des familles juives dans un quartier cédé par le chapitre, entre le pont intérieur et la porte du Beffroy.
Les fouilles archéologiques ont prouvé la continuité de cette minuscule ville composée encore de jardins et d’arrière-cours où les tinettes jouxtent des puits. La strate du XIIe siècle est constituée de galets et graviers de la Meurthe. La ville haute entourée de puissants remparts et de douves reste le domaine éminent du pouvoir de la collégiale. Les chanoines sont de puissants et riches personnages qui prêtent aux seigneurs ou religieux démunis.
La paroisse Saint-Martin est également fondée à la même époque au début du XIIIe siècle : si son centre est une modeste chapelle accolée à un hospice Saint-Martin proche d’un vieil enclos de maisons en forme ronde dont le cœur attire un marché organisé les mardis et les vendredis, leur église paroissiale, une autre chapelle autrefois dédiée à Saint Dié au sein d'un vaste cimetière antique, se situe plus loin au niveau du Petit Saint-Dié. Les habitants désignent un siècle plus tard ce centre marchand le Vieux marché pour les activités profanes ou le vieil hospital pour les soins des pauvres. La belle chapelle réservée à l'hospice jouxte le vieil hospital bien plus spacieux qui, placé à l'entrée du faubourg, loge aussi provisoirement les voyageurs et marchands malchanceux. L'hôpital du faubourg dirigé par un chanoine sous la surveillance de ses pairs contrôle différentes maladreries du val et surtout la ferme de Saint-Roch soignant les pestiférés et la léproserie de la Madeleine. Il faudra attendre la fin des années 1720 et le déménagement du vieil hôpital au-delà des jardins près du Breuil pour que les anciens bâtiments de l'hospice chrétien soient en partie rasés, et que s'élève enfin l'église paroissiale saint Martin, consacrée en 1728.
L’essor de la ville est rapide après l’érection de la muraille ceignant la ville basse en 1289 et elle atteint vite cinq cents habitants dont les plus fortunés obtiennent confirmation de leurs droits de bourgeoisie par charte en 1310. Mais le chapitre craint de perdre la sérénité de sa vie contemplative et prend prétexte d’un avortement en 1320 pour chasser la petite communauté juive implantée au XIIIe siècle par le duc. Le pouvoir ducal, lui aussi devenu antisémite, ne les soutient nullement. La centaine de Juifs qui constitue le cinquième de la population intra-muros a laissé en une cinquantaine d’années un cimetière traditionnel, que les montagnards ont longtemps respecté en aître pierreux et préservés sous l’appellation de la Vallée ou Basse des Juifs. En réalité, le pouvoir religieux ne fait qu’accentuer un déclin économique sensible dès le début du XIVe siècle. La population, même après avoir été renforcée par de nouvelles faveurs, reste longtemps en dessous de cinq cents habitants. La ville qui apparaît dans les manuscrits sous la forme ad sancto deodato n'a aucun pouvoir marchand, mais bénéficie d'un grand crédit et prestige religieux.
La peste noire survenant dans un monde subissant déjà une longue crise économique, ravage la contrée après 1349. Les villages d’Hellieule et de Fave disparaissent du ban Saint-Dié qui commence à être dénommé Val de Galilée. Car, au XIVe siècle une puissante collégiale se partage le temporel du Val de Galilée avec le duc de Lorraine. Après 1320, les chanoines, dont les premiers représentants à l’origine n’avait pas plus de richesse que de simples curés du ban réunis en association sous l’égide du pouvoir, cumulent prébendes et bénéfices et élisent dans une atmosphère solennelle une puissante administration avec un doyen, un sonrier, un écolâtre… Ils sont devenus des maîtres du droit et de la finance qui prêtent de l’argent aux autres religieux démunis ou aux paysans par l’intermédiaire des conseils de fabriques. Ils sont choisis parmi les plus riches et nobles familles de Lorraine. Le grand-prévôt représente la direction de la prestigieuse collégiale. Après 1350, ils se placent au service de la papauté d’Avignon et c’est une foule de camériers et de chapelains cardinalices qui trouve un tranquille refuge à Saint-Dié. Ces derniers religieux privilégiés, employant les méthodes de gestion avignonnaise, n’oublient pas d’accroître le patrimoine de la collégiale. Malgré les épidémies, la période brillante semble se continuer, mais elle est rapidement ternie par les guerres lorraines incessantes, le relâchement des mœurs dès 1371, les difficultés de la papauté de 1378 au concile de Constance en 1414-1418.

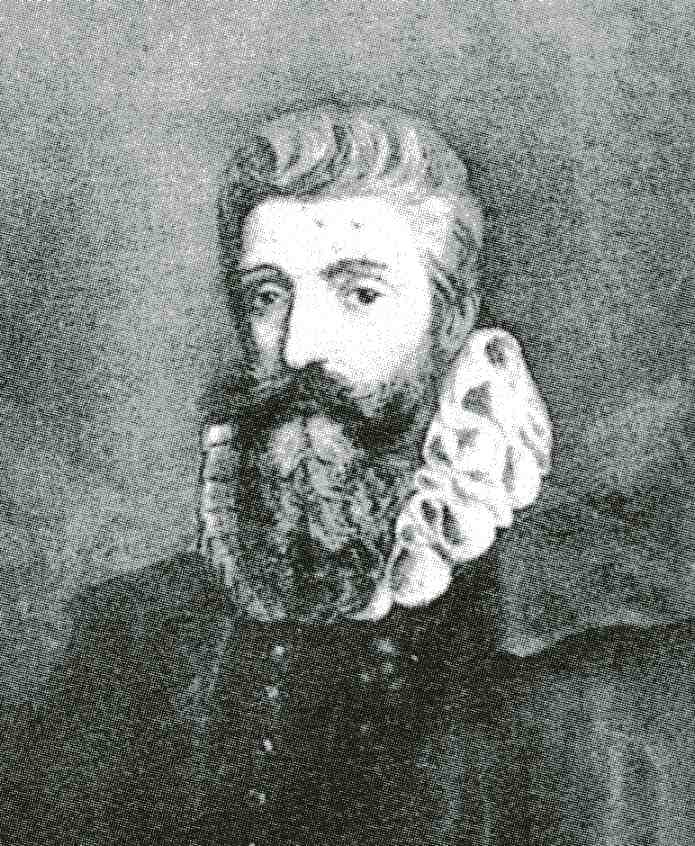
Vautrin Lud vu par Gaston Save.

Pierre d'Ailly, auteur de l’image du monde ou Imago Mundi qui servit de référence aux voyages de Christophe Colomb, est un grand prévôt de Saint-Dié qui s’efforce de redresser la collégiale.
De 1426 à 1458, le Val et la ville sont occupés par les Badois en paiement de la dot de Catherine de Lorraine, fille du duc Charles II de Lorraine. L’époux, le margrave Jacques Ier de Bade, représentant l’autorité ducale réside avec son épouse Catherine au château de la Cour qu'ils transforment en un palais environné de jardins magnifiques ainsi des promenades sur les bords de la Meurthe. Gestionnaire pointilleux, il devient l’ennemi du chapitre, il le met au pas.
Lors de l'invasion bourguignonne du Téméraire en 1475, la collégiale joue la carte de la neutralité et ouvre ses portes aux envahisseurs. Le siège lorrain lors du retour de duc René en hiver 1476/1477 leur permet de changer de camp. La fin des guerres avec la Bourgogne laisse essentiellement épargnée une riche collégiale, qui tire des revenus des vignes et des mines, des terres de cultures et d’élevage du Val de Galilée, des domaines et possessions en Chaumontois et en Alsace. Elle gère la rente foncière et accroît ses placements. Pour se dédouaner de sa frileuse défense ou de son accommodement avec Bourgogne, le riche chapitre fait chanter les louanges du duc victorieux en éditant le gros livre de la Nancéiade. Il est désormais plus que jamais en prise avec l’état ducal naissant. Le duché de Lorraine, par la nomination et les préférences administratives, a tôt fait de contrôler les derniers représentants d’une lointaine indépendance capitulaire.
Fruit des réformes administratives badoises, les bourgs distincts d'Hellieule et du Vieux Marché, à l'instar des petits villages éloignées de La Bolle, des Tiges ou autres groupes de maisons dites du faubourg saint Martin, sur la paroisse Saint-Martin, traversée par la voie généralement la plus fréquentée entre vallée de la Meurthe et Alsace, sont reliés à la ville basse par un "pont en pierre", construit approximativement dans l'axe de la grand'rue. Le 22 juin 1482, les autorités seigneuriales de Saint-Dié rappellent que tous les habitants du Vieux Marché, ainsi que du faubourg saint Martin qui l'environne, sont tenus de faire le guet, comme tous les autres habitants de la ville. Les bourgeois habitants d'Hellieule et de la Bolle, ainsi que les paysans des Tiges ou d'Esteige, de Foucharupt ou du Mondelet, voire les anciens métayers des Moîtresses de la Bolle, également modestes contributeurs financiers, participeraient à un système défensif avancé.

## Période moderne: Lorraine ducale et emprise royale française

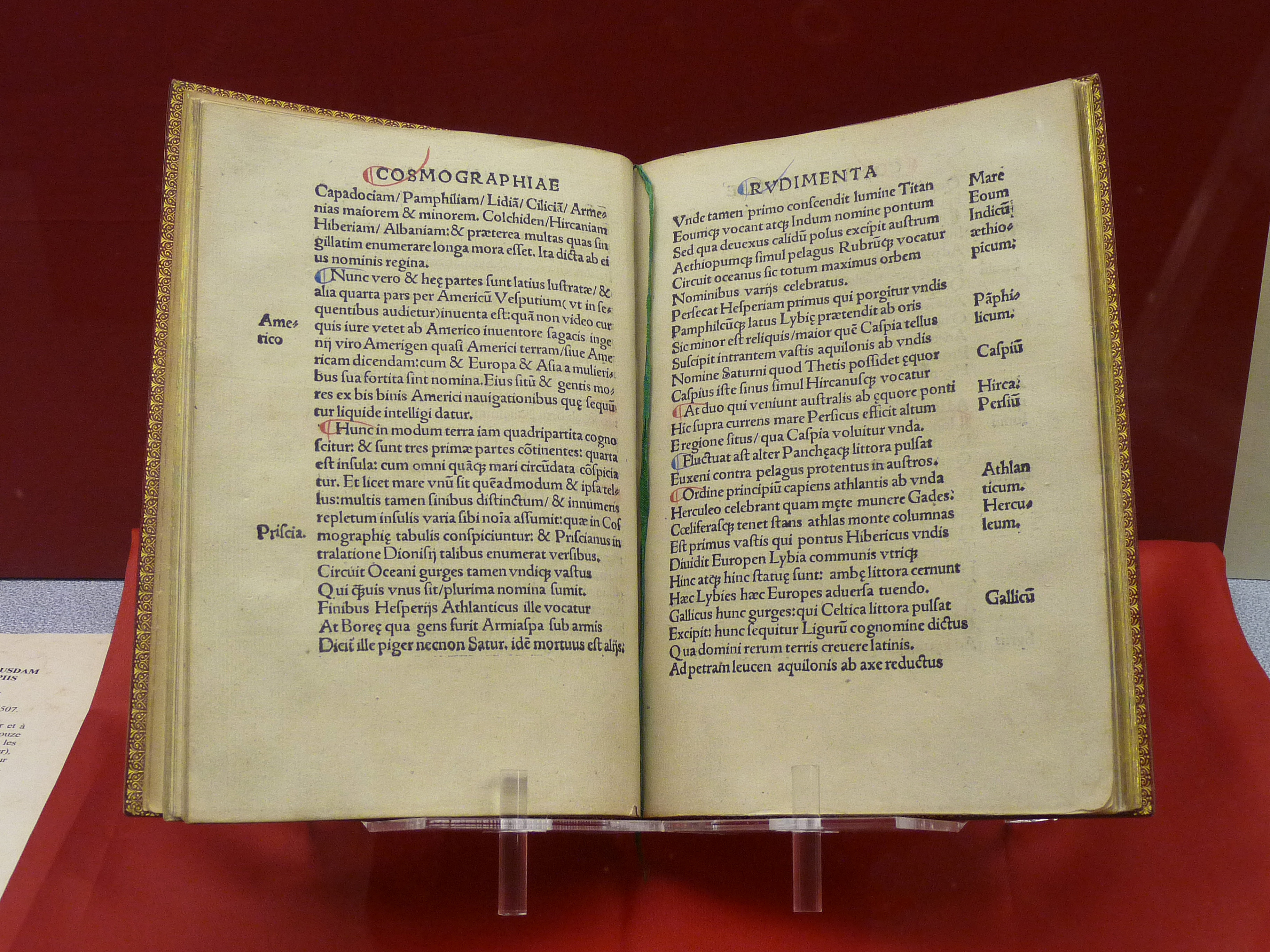
« ...sive Americam dicendam » (Cosmographiae Introductio, 1507).

Albert Ronsin, bibliophile et historien du livre, aimait reprendre l’idée formulée par Gaston Save qu’une assemblée savante nommée Gymnase vosgien réunie autour du riche chanoine Vautrin Lud, procureur général des mines de Lorraine, s’était penchée sur la description de la Terre. Le mécène Lud a permis au moins un long colloque en 1507, où son propre neveu Nicolas Lud, le cartographe allemand Martin Waldseemüller, le professeur et humaniste alsacien Mathias Ringmann et le latiniste Jean Basin décidèrent de partager les tâches éditoriales d’une série de cartes de la Terre. Le dimanche 25 avril 1507 parait alors le livret de présentation, Cosmographiae Introductio qu'accompagnent deux cartes, une mappemonde murale géante en douze feuilles imprimées, et une planche imprimée en douze fuseaux à découper et à fixer sur une boule en bois afin de réaliser un globe terrestre. Le mot « America » y apparaît en hommage au navigateur florentin Amerigo Vespucci qui s'avère être le premier explorateur européen à avoir touché le nouveau continent et l'avoir reconnu comme tel.
Des séries de cartes du nouveau monde ou novus mondus qui mentionnent le terme America sont ensuite imprimés dans les ateliers rhénans.
Le seul exemplaire original subsistant de nos jours de la carte murale universelle est exposée dans le bâtiment Jefferson de la bibliothèque du Congrès américain, à Washington, D.C., à côté des documents prestigieux de liberté que constituent la Déclaration d’Indépendance du 4 juillet 1776 et la Constitution des États-Unis d’Amérique. On connaît aujourd'hui quatre exemplaires de la carte-globe en douze fuseaux : un à l’université de Minnesota (États-Unis), un à Munich (Staatsbibliothek), un à Offenburg (Stadtbibliothek), et le dernier exemplaire, actuellement en mains privées a été vendu en 2005 chez Christies à Londres.
Au XVIe siècle, l’essor des mines d’argent, du secteur de La Croix-aux-Mines, enrichit la collégiale, relais des investissements, et permet à des nombreux villages de la montagne fournissant des matériaux ou accueillant de la main-d’œuvre de prospérer. Signe des troubles annonciateurs de la fin du siècle, un détachement des troupes impériales quittant le siège de Metz où a échoué l'armée du vieux Charles Quint assiège en janvier 1553 Saint-Dié. Les habitants et bourgeois réfugiés derrière leurs murailles suivent les injonctions défensives du capitaine ducal Jacques de Reynette. La résistance ferme malgré les atermoiements du vénérable chapitre pacifique bénéficie du harcèlement haineux des populations montagnardes qui force les bandes de soudaires à déguerpir non sans avoir préalablement pillé par dépit les alentours. Les chanoines qui se ressentent avec retard une âme militaire s'essaient à de nouvelles arquebuses : hélas, quelques intrépides jeunes chanoines égarent leurs tirs sur des lampes, qui mettent le feu à la ville haute, en 1154, détruisant 134 maisons et l'essentiel des toitures des églises.
Les techniques de construction de la Renaissance, plus rapides et souvent élégantes en pierre de taille, font ressortir, en quelques années après sa dévastation, un quartier canonial neuf en dessous des églises reliées par la "vieille galerie" dite "Galilée", qui est alors transformée partiellement en cloître gothique. Ce quartier longtemps préservé et emblématique du Vieux Saint-Dié n'échappera pas à la destruction radicale de novembre 1944, mis à part quelques vestiges lapidaires comme la vieille fontaine, monument dédié au fleuve barbu, à vasque et colonnades, de la rue d'Amérique. Vis à vis des arcades de la place des Vosges, la maison de la pharmacie Serrès reçoit en 1911 une plaque rappelant le gymnase vosgien et la publication de la Cosmographiae introductio, ce qui explique à posteriori le nom de rue d'Amérique. En contrebas de la statue de la Foi, placée au-dessus de l'escalier menant au parc sous le cloître, se remarquent la maison du grand chantre, le chanoine de Serres et surtout son magnifique jardin, arborant une fontaine classe monument historique. Les connaisseurs du Vieux Saint-Dié de la Belle Époque distinguent avec facilité les belles demeures des Ainvaux et des Reynettes, mais aussi la maison à tourelle octogonale, du chanoine Jean Bazin, ou la "maison des bustes" terminée en 1557, dont les bustes placés au dessus de son porche principal représentent les quatre sages de la Grèce antique, Pythagore, Solon, Bias ou Pittacus. Ce haut quartier central, incluant au sud le Vieux Tilleul dans un jardin de chanoine proche de la fontaine de la Bouillereau, mais excluant à l'est l'avant de la ferme du chapitre rue Cachée, était protégé par les murailles et les douves de la ville haute, laissant d'ailleurs l'entrée à une large fraction des eaux du ruisseau Robache, par un syphon protégé par des grilles en fer forgé. Il semble que le palais ou hôtel du grand Prévôt, largement à gauche du parvis de la Collégiale, ait échappé à l'incendie, ainsi que la partie urbaine à haute enceinte qui lui était rattachée, servant d'écuries et de relais de commerce ou de poste.
La  chevauchée d’Austrasie permet en 1555 au roi de France Henri II de saisir les trois évêchés de Lorraine afin d'assurer une protection du Grand Royaume face à une agression impériale. Après cette date, la conjoncture économique est maussade. Le déclin de l’activité minière, puis après 1590, un refroidissement climatique brutal paralyse l’économie paysanne. Le conseil souverain de Lorraine sous Charles IV donne satisfaction aux bourgeois réclamant l'établissement d'un conseil de ville. Son ordonnance de 1628 établit dans les règles une chambre de ville : 
« Les bourgeois de Saint-Dié éliront à la pluralité des voix huit d'entre eux, de trois en trois ans, au jour du mercredi gras. Ces élus devront délibérer sur ce qui concerne le bien et le profit de la communauté de Saint-Dié ; mais à ces délibérations seront présents le prévôt du duc et le sonrier ou chef de police, de tout temps nommé par le chapitre. Ledit conseil se tiendra en l'hôtel de ville, et les vénérables auront la correction de leurs sujets y délinquants et prendront les amendes et autres émoluments de haute, moyenne et basse justice, pour fautes et crimes par eux y commis. Mais cette juridiction ne s'étendra pas hors de la ville et du faubourg, non pas même pour chose communale. »
L'administration de Charles IV qui réforme ensuite son administration de justice dans le cadre d'un bailliage créé à Saint-Dié vise par cette émancipation tardive des sujets du chapitre à affaiblir et limiter la juridiction du pouvoir temporel des chanoines. Mais la guerre survient brutalement en 1633. Saint-Dié impuissante est dévastée. La guerre de Trente Ans, amenant son cortège de soldatesques et d’épidémies, ravage partout les lieux de passage communs. Les Français, alliés aux Suédois, écument le pays de la montagne en 1633 et en 1639. Au printemps 1633, des troupes suédoises, après avoir pénétré par le comté de Salm, confluent vers Saint-Dié, et finissent par dévaster le Val de Saint-Dié tout en saccageant partiellement la ville basse et la ville haute. Mais les troupes ducales lorraines, menées par les maréchaux Florainville et Gâtinois, arrêtent et repoussent l'offensive, alors que leurs alliés français ont déjà endommagé gravement les murailles. En septembre 1630, le rhingrave Othon saisit sans peine la ville et l'occupe jusqu'en juin 1635, malgré les contre-offensives tentées par le duc Charles. Jean de Werth, menant 4000 chevaux et 600 dragons surprend à Saint-Dié vingt-deux compagnies de troupes françaises et suédoises en repos. La ville de Saint-Dié n'est délivrée que pour quelques mois. L'inexorable passage des troupes françaises vers l'Alsace reprend avec vigueur en janvier 1636, et des corps détachés suédois pillant la ville fin mai 1636, sont piégés dans la ville par la compagnie du capitaine Jean d'Arbois de Xafféviller. Ils se retranchent dans la citadelle et leur chef fait exploser le 30 mai un tonneau de poudre à l'entrée de la grande église, le porche s'effondre et l'intérieur devient fournaise, la charpente des tours se consument et le feu fait fondre les sept cloches, leur coulée induisant la fonte de la chasse en argent de saint Déodat. La façade de la grande église est méconnaissable, et son entrée solennelle longtemps impraticable.
Le peuplement au niveau d’avant-guerre fut seulement atteint au début du XVIIIe siècle. Durant tout ce temps, la ville intra-muros n’avait que très peu progressé. Longtemps, la paroisse Sainte-Croix n’a pas dépassé mille habitants et parfois l’ensemble des hameaux voisins avec la paroisse Saint-Martin ou quelques gros villages des environs peuvent rivaliser avec son activité économique. Aucune paroisse ne peut rivaliser avec la richesse foncière et financière de la ville haute. L’unique grand’rue accueille des marchands de villes voisines qui résident quelques décennies, puis repartent. Au XVIe siècle, le dépôt du viandier est encore une succursale d’un marchand de Bruyères, mieux placée sur la route des vins. À la fin du XVIIe siècle, la paroisse s’approche du seuil des mille habitants et le dépasse au XVIIIe siècle avec le déclin du pouvoir lorrain. Saint-Dié restait avant tout une ville de prestige religieux pour les Lorrains. Après les dévastations de la guerre de Trente Ans dans les années 1640, les Capucins s’installent dans l'ancien château de la Cour en ruine et développent la partie de la ville ducale, en partie abandonnée.

## Création d’une ville française, centre de subdélégation en 1739
Très tôt, avant le XVIIIe siècle, les troupes françaises ont apprécié cette minuscule ville de montagne entre Alsace et plaine lorraine. En 1641, les troupes du Roi ordonnent sans discussion le démantèlement des remparts extérieures ou stratégiques par les autorités de la Ville, dont les habitants comblent les fossés tout en les transformant en beaux jardins. En 1670, les troupes françaises chassent le vieux Charles IV. Louis XIV se rendant en Alsace visite Saint-Dié le 26 août 1673. Accompagné de son épouse Marie-Thérèse et de ses deux maîtresses, Madame de Montespan et Mademoiselle de la Vallière, il trouve véritablement un "beau jardin" selon ses dires, aménagé par un chanoine dans le vallon en amont de l'ancien pertuis du Robache. En 1679, après le traité de Nimègue, le roi efface la puissance temporelle du chapitre et du grand prévôt : Monsieur de Bissy nommé gouverneur de la Ville ne traite de facto qu'avec les militaires français et les autorités municipales, ainsi promues au premier plan. Par ce biais, le monarque tente d'affilier complètement le chapitre à l'évêque de Toul. En 1680, le grand prévôt François de Riguet, féru de poésie et d'histoire, obtient de quitter cette rude contrée montagnarde, occupée par des militaires ou gens hostiles, du pape Clément VI en nommant un coadjuteur Bernard Dufort, seigneur de Tantonville,. En 1691 est créée un office de procureur du roi près du conseil de ville, alors qu'est nommé un maire royal, marque de reconnaissance et d'émancipation de la municipalité autrefois assujettie par les autorités lorraines.
Se souciant comme d'une guigne des réformes administratives, comme d'ailleurs du respect des traités diplomatiques, les militaires s’y reposent en paix, bénéficient des eaux curatives du Petit-Saint-Dié, plongent en été dans la Meurthe ou la Fave, s’ébattent en jolie compagnie dans les vertes collines sous Saint-Roch, le Kemberg ou l’Ormont et s'évertuent à trouver bon pain et victuailles dans la ville basse. Leurs officiers se méfient plutôt des villes marchandes lorraines et apprécient l’écrin montagnard de Saint-Dié et ses lieux de pèlerinage. Ils protègent en réalité une place de transit et de cantonnement provisoire. Après le traité de Ryswick en 1697, les autorités françaises doivent la rendre ainsi que l’ensemble morcelé des terres lorraines, au duc de Lorraine en titre, Léopold, neveu de l’empereur d’Autriche. Le rétablissement du duché de Lorraine en octobre n'ouvre aucune perspective au chapitre et au grand prévôt, car le duc Léopold, docteur en droit et cousin du Roi de France, rompu aux arguties juridiques, sait imposer son état en souverain moderne.
Pendant les longues périodes d’occupation de la Lorraine, les militaires français ont pourtant construit ou fait construire des routes stratégiques, qui relient le Barrois à l’Alsace. En particulier, élaborée entre 1680 et 1695, une route remonte la vallée de la Lièpvre, franchit le col de Sainte-Marie, rejoint Saint-Dié en ligne directe et gagne Rambervillers, ville messine et en conséquence française, par le col du Haut du Bois. En fin de service, les anciens militaires français, souvent de lointaines ou diverses origines européennes, épousent des filles du lieu et s’installent en petits groupes dans la Saint-Dié occupée ou lorraine. Saint-Dié entame une croissance de longue durée, corrélée à l’essor et la fréquentation des routes.
Au début du XVIIIe siècle, les militaires français préservent les droits de passage liés aux enclaves des évêchés, contrôlent toujours leurs voies stratégiques tout en étant forcés de les ouvrir à la circulation lorraine. Mais l’administration du duché n’est point pointilleuse et se contente de relier Saint-Dié à Lunéville tout en incitant à l’amélioration du chevelu des chemins vicinaux. Abandonnant les prérogatives militaires, elle est d’abord soucieuse de mettre en valeur le duché. Afin d’accroître à long terme ses recettes, il faut d’abord, au plus vite, repeupler les contrées désertées en instaurant franchises et exemptions momentanées de divers taxes, impôts ou droits. Le chapitre de Saint-Dié aux pouvoirs moribonds s'efforce malgré l'hostilité diplomatique incessante de Louis XIV de convaincre les autorités papales de transformer la collégiale en évêché pour se soustraire à l'autorité grandissante de Toul. La congrégation des religieuses hospitalières de Saint Charles Borromée, fondée à Nancy en 1652, s'installe à Saint-Dié en 1704, dans un bâtiment du quartier des postes canoniales, accolé aux anciens remparts de la citadelle. La ruelle qui passe en bas des remparts, notamment près du grand escalier, donnant accès à la citadelle du grand prévôt, et débouche devant la place de jugement, dite "Pierre Hardie", finit après agrandissement par être nommée la rue Saint-Charles. Le vieil hôpital Saint-Martin est délaissé par le chapitre, la chapelle et la salle de l'hôpital sont abandonnées aux paroissiens de Saint-Martin à condition qu'ils bâtissent à leur frais une église paroissiale. Sur la partie occidentale rasée a été érigée l'église saint Martin consacrée en 1728 par le grand prévôt Jean-Claude Sommier. Un hôpital neuf est rebâti à partir de 1725 au delà des anciens remparts jouxtés par des jardins, sur une partie occidentale des grands prés du Breuil, en contrebas de l'extrémité du haut de la rue Saint-Charles, ainsi nommée car les bonnes sœurs l'empruntent fréquemment en groupes serrés pour desservir l'hôpital par son entrée principale. Une multitude de demeures, le plus souvent des habitations paysannes, se placent de part et d'autre de la rue Saint-Charles, qui prend vite à son extrémité haute, sous la Rochotte et autour de la place de l'hôpital, le nom de faubourg Saint-Charles. De hautes et belles maisons bourgeoises sont érigées autour de l'église saint Martin au siècle des lumières.
Les Français reviennent après l’achat de la Lorraine en 1734 et choisissent un administrateur des Eaux et forêts d’origine lorraine, Florent-Joseph III Bazelaire de Lesseux (1710-1770), à la fois fils et époux de deux baronnes du Saint Empire et bailli royal au bailliage de Saint-Dié depuis juin 1751, pour administrer la subdélégation créée en cette ville. Si  création du bailliage en 1751 retire au chapitre l'exercice de la haute justice. Les autorités françaises transforment petit à petit la ville en la dotant d’administration et de justice plus vaste.
| 1682 | 1699  | 1751  | 1770  | 1785  | 1802  |
| ---- | ----- | ----- | ----- | ----- | ----- |
| 900  | 1 300 | 3 425 | 3 600 | 6 000 | 5 936 |

Pendant l'été 1757, après une longue période chaude et extrêmement sèche, la ville est la proie des flammes. Cent-seize maisons sont détruites le 27 juillet 1757 de 2 heure de l'après-midi à 6 heures du soir, puis huit autres disparaissent encore le 6 septembre 1757. Si les autorités françaises laissent aimablement l’ancien roi de Pologne et duc de Lorraine, Stanislas Leszczynski, beau-père de Louis XV, jouer les mécènes avec une donation annoncée de 100 000 francs pour reconstruire les façades, l’arrêt du conseil ducal lève en Lorraine une rude imposition spéciale de 100 000 livres. La reconstruction organisée par le corps des Ponts et chaussée français se fait en pierre et en grand, principalement entre 1758 et 1761. L’administration impose de longues corvées de charrois aux paysans de la subdélégation, ainsi qu’un droit spécial sur le bois d’œuvre et une exemption d'impôts des habitants sinistrés. Une fois acceptés les nouveaux plans d’urbanisme présentés le 27 octobre 1757, la reconstruction de la ville est confiée à un triumvirat : Jean-Jacques Baligand (1697-1762), ingénieur en chef des Ponts-et-Chaussées de Lorraine et Barrois depuis 1750 et premier réalisateur des plans, le jeune Jean-Michel Carbonnar l'Aîné, architecte, inspecteur et directeur des travaux et ouvrages du Roi à Saint-Dié, et Jean-François Malbert, sous-ingénieur des Ponts-et-Chaussées en Lorraine et Barrois, lesquels travaillent sous la houlette du subdélégué Bazelaire. Ce dernier fait montre du plus grand zèle dans les négociations qu’il conduit avec les autorités locales et la population; il mérite les félicitations du chancelier Antoine-Martin Chaumont de La Galaizière (1697-1783). Le triumvirat se répartit les tâches de manière ordonnée : l'ingénieur Jean-Jacques Baligand trace les plans aérés de la Reconstruction et ordonne que les grandes voies soient bordées d'immeubles à trois étages de style classique pour accueillir, autant les nouveaux bâtiments officiels que l'habitat de la bourgeoisie de robe. Il délaisse la réalisation concrète de la construction des bâtiments à l'architecte Jean-Michel Carbonnar, le seul véritable résident et représentant du Roi dans la ville parmi ledit "triumvirat", et confie la réalisation des chaussées et de la voirie, ainsi que la supervision des travaux d'ensemble à son adjoint, déjà surchargé des routes montagneuses de la subdélégation, Jean-François Malbert.
La planification géométrique cartésienne crée ex nihilo un centre-ville avec l’amorce de l'axe de la rue Dauphine et de la rue Saint Stanislas, qui croise de manière perpendiculaire la Grand’rue, promue rue royale après son pavage intégral en 1761 et y place à l’angle nord-ouest un flamboyant hôtel de ville prévu à partir du 24 août 1762 pour un coût de 50000 livres, mais réalisé concrètement de 1765 à 1769. La rue royale se termine place royale, alors sous la collégiale. La rue saint Stanislas se nomme d'abord nouvelle chaussée, une belle voie routière tracée sur des jardins et vergers, qui frôle au nord l'église des Capucins et laisse au sud l'ancien château de la Cour, sur lequel s'élève une église saint Stanislas en construction, initiée par l'éphémère grand prévôt polonais de Saint-Dié, Joseph André Zalusky. La rue Dauphine n'est à peine amorcée que sur 100 mètres, car elle effectue ensuite une ample courbure qui la relie à la rue d'Orient. Le plan veut supprimer le vieux marché unique cantonné autrefois "faubourg saint Martin" et le replacer au niveau du centre-ville, grâce au vieux pont de pierre consolidé sur ces fondations, quitte à répartir ce grand marché sur l'ensemble de la grande rue. Elle aménage les écoulements urbains, en prévoyant l'utilisation temporaire de flux d'eau, déviées des divers canaux pour nettoyer les chaussées pavées. Les métiers du feu, jugées coupables de l'incendie, sont déplacés d’autorité au faubourg Saint-Éloi, près de la nouvelle chaussée, encore plus loin que la porte d'entrée saint Stanislas surmontée de deux lions, réalisée à hauteur de la rue de la Colombière par l'architecte Carbonnar. La rue des Trois-Villes est également tracée ex nihilo, à travers les jardins. Les facilités de circulation sont développées par les Ponts et Chaussées, le nettoyage des rues pavées par simple déviation des eaux de canaux en amont est aussi amélioré par les ingénieurs des Eaux-et-Forêts. Déjà avancés en 1761, les travaux prévus sont poursuivis sans recours aux corvées et achevés en 1771. Pendant plus d'un siècle, l'urbanisme récent de la Reconstruction, avec l'appellation "La ville neuve" se distingue de la vieille ville sauvegardée, parfois dense, mais souvent étalée en petits quartiers, malgré l'ardeur de l'architecte Jean-Michel Carbonnar à construire ou multiplier de nouveaux édifices. Dans la Petite rue Concorde, du quartier des Postes et des maréchaux-ferrants et charrons, sur la maison des époux Renard épargnée par l'incendie est installé en 1762 un ex voto sur la façade, consistant en une niche abritant une statue de la Vierge protectrice. Sur le fronton du 68, rue Thiers, une inscription informait "Au premier étage, j'étais quand le feu j'arrêtai an M DCC LVII 27 de juillet".
La ville est digne d’accueillir la noblesse de robe et les administrations d’État. Saint-Dié, lieu de vie policée mais aussi lieu de refuge des sinistrés climatiques de la rude montagne dans ses habitats marginaux et populaires, compte vite 6 000 habitants. Du 25 août 1763 au 5 février 1764, 8509 personnes, déclaré émigrantes vers l'Amérique par Rochefort, sont passées par la ville de Saint-Dié, qui a octroyé à chacun 42 sous pour viatique ou subsistance de voyage. L'optimiste peut en envisager 10 000 à la fin du siècle avec le progrès des manufactures et des activités du travail du fer.
À la mort de Stanislas, en 1766, la Lorraine, en vertu de l’accord prévu lors de la cession du duché, est de facto réunie à la France : il faut néanmoins attendre 1768 pour que le rattachement soit entériné et définitif. Le conseil de ville de Saint-Dié élève un monument public à la gloire de Stanislas, beau-père du roi. Les autorités françaises sont pleinement maîtres du pays et songent à redécouper la carte du diocèse et à évincer définitivement, et le centre épiscopal toulois et la collégiale de Saint-Dié sous l'autorité d'un grand prévôt. Après de longs atermoiements, elles rognent sur le trop vaste diocèse de Toul, dont le siège est déplacé à Nancy, pour installer après 1776, un siège épiscopal à Saint-Dié. Le roi de France Louis XV crée ainsi le quatrième évêché lorrain, après (Nancy-)Toul, Metz et Verdun.
Barthélémi-Louis de Chaumont, fils du chancelier et intendant de Lorraine, évêque de Saint-Dié sacré par l'archevêque de Toulouse dans son château de Brienne le 28 septembre 1777 prend possession de sa nouvelle cathédrale le 28 octobre 1777, ouvrant trois jours de festivités dans la ville. Il décide d'abord la construction du séminaire au niveau de l'ancien château de la Cour, près d'une grande place longeant la rue Stanislas, dont le fond est déjà occupé par l'église saint Stanislas, puis la construction du palais épiscopal en 1782 après avoir fait en partie détruire l'hôtel des grands prévôts et creuser une partie des hautes murailles pour y placer ses cours, parcs et jardins. Dès 1785, l'administration française veut modifier l'organisation interne de la subdélégation et promouvoir Bruyères, moins ravagée par les inondations que Saint-Dié et encore dépourvue d'une élite parfois insolente et contestataire. L'année 1788 sonne le glas administratif de Saint-Dié, que la Révolution imprévue annule.

## Une commune administrative
À la Révolution, Saint-Dié est une ville ordonnée. Elle possède une noblesse de robe qui est soucieuse de ses intérêts et devient le chef-lieu d’un district dont dépendent neuf cantons : Saint-Dié, Raon-L’Étape, La Voivre, Étival, Saâles, Bertrimoutier, Laveline, Fraize et Saint-Léonard. Ce périmètre s’agrandit avec l’apport de la principauté de Salm-Salm annexée en 1793, scindée et amalgamée avec des communes alsaciennes et dans une moindre mesure des communes vosgiennes, pour former les deux cantons vosgiens de Senones et de La Broque.
Les hommes et les femmes des ordres religieux dont une majorité, en dehors des privilégiés, apportait une aide à la population la plus démunie, sont priés d’évacuer les bâtiments religieux nationalisés. Ils sont dédommagés, à titre individuel, en partie pour les biens meubles et immeubles saisis. Après 1793, s’ils persistent dans la foi catholique, ils sont pourchassés. En pleine déchristianisation le culte de la Raison est proclamée et le culte chrétien est interdit : l’évêque Chaumont s’enfuit de son somptueux palais et de ses beaux jardins épiscopaux dans la nuit, quelques chanoines ou prêtres réfractaires, qui n’ont voulu ni émigrer ni prêter serment sur la Constitution, trouvent refuge chez des amis ou des parents et se cachent pour pratiquer le culte.
En 1793, sous la Terreur, suivant le décret de la Convention, le conseil rebaptise la commune, évoquant sa montagne la plus haute, Ormont. La silhouette de l’Ormont remplace également pendant quelque temps la croix de Lorraine sur le blason de la ville. Les Capucins, ordre caractéristique des villes pauvres, chassés, perdent leurs emprises foncières, en particulier l’ancien château de la Cour, ses maisons et les vastes jardins à l’occident de la Grand’rue, qui rejoignent les biens nationaux et sont vendus. Une partie des bâtiments religieux, en particulier l'essentiel du séminaire construit sur ordre du premier évêque et la chapelle saint Stanislas est achetée par l’industriel réformé, originaire de Mulhouse, Sébastien Lehr, qui y installe en 1797 une fabrique de siamoise, première manufacture textile de la ville. L'odonymie républicaine efface les noms de places ou de rues d'obédience religieuse ou d'Ancien Régime, ainsi la "place des Vosges", effaçant comme à Paris l'adjectif royal, et la "Grande rue" ou "Grand'rue" dont l'appellation populaire ne s'était point effacée, s'impose durablement.
Les autres sanctuaires, comme la petite église, les chapelles voisines de la ville, sont en partie désaffectés. Les possessions ecclésiastiques déclarées  biens nationaux sont vendues à d’autres bourgeois qui, faute d’investir, comptent spéculer sur les biens fonciers, mais l’aggravation de la crise économique, la famine menaçant la population urbaine, l’inflation monétaire entraînent des désordres et des révoltes. La contagion gagne les campagnes. Partout, des biens mobiliers, dont les objets sacrés, calices, ostensoirs, baptistères précieux, sont dérobés ou vendus. Le cloître est transformé en prison, car les arrestations des pillards et des opposants politiques ou des anciens dignitaires, susceptibles d’avoir attisé la vindicte populaire, se poursuivent. Riches et pauvres de l’Ancien régime se retrouvent mêlés en prison, hâtivement aménagée dans un lieu fermé, le cloître de la cathédrale. La guillotine est utilisée comme dans les grandes villes lorraines.
La petite église débarrassée de ses couches d’ex-voto est transformée en hangar à fourrage. Les symboles de l’Ancien régime sont bannis; entassées dans des de mauvaises conditions de conservation, les archives administratives et religieuses qui ne sont pas emmenées à Épinal sont confiées à l’archiviste Gravier qui, après avoir collecté les éléments d’histoire à préserver, vend plus tard une partie du reste comme vieux papier et en brûle les parties les plus dégradées. La bibliothèque de l’évêque est conservée. Au terme de cette tumultueuse époque, douze mille volumes sont préservés dans les réserves.
Si la taille, la corvée et la redevance ont disparu et si la propriété est constitutionnellement garantie, les levées exceptionnelles d’impôts de guerre se succèdent alors que la monnaie, de valeur abstraite fixe, perd progressivement toute fonction économique. Les réquisitions accablent les populations rurales, les anciens métiers reçoivent des quotas d’exécution, et les nouveaux pouvoirs municipaux ont des listes de fournitures à l’usage des militaires. Les cloches sont fondues pour couler des canons.
La nouvelle commune de Saint-Dié est devenue une grande commune forestière. Mais elle perd de l'importance par rapport à Épinal qui monopolise pouvoir et institutions départementales. L’évêché de Saint-Dié est supprimé en l’an X. La nouvelle commune de Saint-Dié est toutefois reprise en main par une bourgeoisie possédante proche de la petite noblesse de robe et soucieuse d’ordre. Elle confisque les forêts et les sources les plus importantes lors des délimitations communales annexant le territoire des petites communes limitrophes de Robache, Les Trois Villes et de Grattain.
C'est le Concordat de Fontainebleau, autrement dit la restauration du culte catholique après un accord avec le pape, institué par Bonaparte, Premier consul, qui stabilise l'ordre public par l'entente avec les chrétiens et l'apaisement social ; ce qui satisfait surtout les possédants et rend possible le retour des exilés.

## Un chef-lieu d’arrondissement montagnard
L’arrondissement de Saint-Dié est créé en 1800, prenant la place de l’ancien district. Ses cent neuf communes forment dix-neuf cantons : Brouvelieures, Nompatelize, Raon-L’Étape, Allarmont, Senones, La Broque, Plaine, Rothau, Le Puid, Hurbache, Saâles, Bertrimoutier, Laveline, Fraize, Gérardmer, Granges, Corcieux, Saint-Léonard et Saint-Dié.
Avant le début de l’Empire, vers 1804, une accablante ignorance de la jeune population se constate. Fait presque inaperçu sous la Révolution, l’accaparement du budget d’église supprimait les rentes pour les écoles, en particulier leur entretien et parfois leur fonctionnement. Après le concordat, une réorganisation vigoureuse de l'église catholique fait aussi revenir les bonnes sœurs et un grand nombre de chanoines musicologues et érudits, attribuant aussi à la cathédrale de Saint-Dié, sans titulaire officiel autre que l'évêque de Nancy absent, le buffet d'orgue, construit en 1780, de l'ancienne abbaye de Moyenmoutier en 1803, pour des raisons de préservation. La ville entreprend de créer le collège le 15 mai 1809 logé dans une vieille maison de chanoine rue Cachée et participe modestement à un nouvel essor scolaire. En 1807, en face de l'ancienne église Saint-Stanislas, la place est embellie d'un obélisque de grès, en hommage au roi de Pologne Stanislas. La plus grande partie des bâtiments du fonds de la place, y compris l'église affectée à un culte réformé privé, appartiennent à l'entrepreneur Sébastien Lehr depuis 1797.
Après la retraite de Russie en 1812 et la défaite de Leipzig en 1813, les troupes alliées entrent en France.
Le 10 janvier 1814 la ville est défendue par les troupes du général Duhesme qui font face aux Bavarois du général Deroy. L'affrontement fut rude mais l'avantage resta aux Alliés après quelques escarmouches d’unités de hussards au sommet du Concours, plateau de Dijon au-dessus de l’actuel hôpital. Les chevaux sont découpés et pêle-mêle mis en terre dans la proche vallée de Varcosée, à côté du battant de la taillanderie qui a fourni les outils de découpe. Une quinzaine de militaires détuniqués sont enterrés sur le champ du combat, boisé quelques années après par des alignements de marronniers. L'artillerie ennemie obligea Duhesme à se retirer par Saint-Michel vers Rambervillers. En 1815, le département des Vosges est durement rançonné après la bataille de Waterloo.
Les hospices et l’hôpital de Saint-Dié sont tenus par les sœurs religieuses de l’ordre de saint Charles, revenues après le consulat. La ville sous-préfecture retrouve un prestige oublié avec le rétablissement de l’évêché de Saint-Dié en 1824. Monseigneur Jacques-Alexis Jacquemin nommé en janvier accomplit son entrée solennelle le 21 février. Un grand séminaire s’installe sur le vaste domaine champêtre de Richardville ou "à la Richardville", non loin de la butte où a été établi le cimetière de Foucharupt qui accueille en principe les corps de la rive gauche. Une grande chapelle, marquée par un chœur aux belles boiseries, est d'abord érigée pour la quiétude et la prière du chapitre cathédral. Près de son chevet, le jardin accueille la dépouille de l'évêque Jacquemin en 1832. Mais il faut attendre le 19 juillet 1834 pour que Monseigneur Dupont, son successeur, pose la première pierre du vaste bâtiment d'enseignement des vocations sacerdotales.
Sous la Restauration la bourgeoisie vit encore de ses propriétés foncières et de ses rentes. Elle s’allie avec des marchands de bois, des hauts fonctionnaires du royaume, et bien plus rarement, avec des membres des professions libérales et des notables ruraux. Mais déjà, le déclin des notables en place s’esquisse. Les artisans du métal, les marchands et fabricants de toiles protestants, les entrepreneurs d’atelier rassemblent une population industrieuse dont le pouvoir progresse. Au deux extrémités de la Grand'rue, rue principale où se tient l'essentiel du marché du mardi et du vendredi, se situent la place des Vosges surplombée par la cathédrale et le pont des Trois Arches, ouvrant dès le 1er novembre 1816, une chaussée quasiment rectiligne vers la place ronde du faubourg Saint-Martin, dit faubourg du Vieux Marché, placée devant l'église Saint-Martin. Depuis 1825, au départ de la Grande rue, la place des Vosges, préservant sur sa façade orientale les galeries couvertes au pilier massif de grès roses, montre en sa partie médiane une fontaine à haute vasque circulaire, égayée par une haute colonne avec cartouche aux armes de Saint-Dié, exposant à son sommet, une naïade ou divinité féminine nue tenant dans sa main droite une corne renversée et de sa main gauche une branche de sapin, prise au filet d'un pêcheur, statue sculptée par Glorieux en 1825 représentant la Meurthe.
Signe de cette mutation, alors qu’une communauté réformée, initialement protégée au sein de son usine par les fils de l'entrepreneur Lehr, se forme au grand jour après l'accord du maire le 20 septembre 1826, sans aucun pasteur résidant malgré la demande de leur consistoire d'avril 1828, une déchristianisation catholique s’amorce insensiblement. La petite ville provinciale est toutefois chahutée par d’anciens militaires démobilisés de l’armée napoléonienne, souvent de haut rang, par exemple les amis du maire de 1829, le général Guye. Les vieux débris hantent aussi les campagnes et amplifient la légende napoléonienne.
En ville, l’industrie et les manufactures s’y développent. Les cotonnades tissées et teintes de Saint-Dié, en particulier apportées par le savoir-faire de la famille Lehr en 1797, puis par une multitude d'industriels alsaciens de Mulhouse ou de Sainte-Marie-aux-Mines, commencent à gagner une notoriété lorraine qui ne se dément pas au cours du siècle. La monarchie de Juillet poursuit les efforts de mise en valeur des routes. En 1835, l'entreprise Lehr est priée de déménager d'un espace urbain jugé central : s'y installent la sous-préfecture avec accès sur la rue Stanislas et le palais de justice sur la place Stanislas. Le temple officiel abrité dans l'ancienne chapelle du séminaire, incorporée à l'usine Lehr, est d'abord installé dans les anciens locaux de l'école mutuelle. Si le consistoire obtient l'aide de la Ville et de l'État pour acquérir un terrain sur les jardins derrière l'église des Capucins, la communauté réformée, incluant luthérien et calviniste, doit construire à ses frais son église au bord de la nouvelle rue de la Colombière, le temple étant inauguré en 1856.
En 1837, un marquage net entre ville intra-muros et campagne apparaît avec l’instauration d’un octroi. Entre 1830 et 1840, une intense activité économique commence d’animer les communes rurales. Elles doublent parfois leur population, construisent ou reconstruisent mairie, école et église. Celles qui montrent la plus grande vitalité contribuent à former une nouvelle paroisse. Avec l’école et l’instituteur, sous le contrôle du prêtre ou de religieux, l’alphabétisation progresse très rapidement. Il a pu être montré que le petit pays natal de Jules Ferry a peu profité de ses lois sur l’école gratuite, laïque et obligatoire.
De l'autre côté de la Meurthe, rive gauche, au fil du XIXe siècle avec une accélération fin de siècle, une multitude de constructions et de bâtiments voit le jour sur d'anciens espaces champêtres, champs, prés ou prairies humides : usines, maisons ou cités ouvrières, commerces, maisons de rapport ou maisons de maître avec parcs et jardins, résidences ou châteaux, casernes, entrepôts sans oublier la gare installée en 1864, mais reconstruite en 1904, et son vaste parc de dépôt de chemin de fer.

## Une petite ville industrielle
Autour des années 1850, après une longue crise d’adaptation, une bascule rapide permet au monde industriel en croissance d’absorber les migrants paysans des hameaux voisins. Le dynamisme industriel, ailleurs enclenché dès 1830, permet un essor des campagnes, les gros cultivateurs et éleveurs, fermiers ou propriétaires, s’enrichissent. Fonderies, ateliers de ferronnerie et de chaudronnerie, tuilerie et briqueterie, toutes entreprises liées aux anciens métiers du feu d'autrefois, renforcent petit à petit leurs activités. La ville fabrique des toiles de coton, des siamoises, des mouchoirs, mais aussi du fers, de planches de sapin, des papiers, de la potasse. Elle possède deux blanchisseries. Le marché agricole écoule de grandes quantités de grains, du lin et du chanvre, de nombreux bestiaux et de la quincaillerie. La ville administrative et bourgeoise contrôle les forêts, les carrières et les dernières mines de fer et de cuivre sur son arrondissement.
En 1860, Saint-Dié est une ville de brassage, au-delà de la langue française de l'administration et de la bourgeoisie, les quartiers populaires laissent entendre une multitude de patois et de langues dialectales, souvent communes à l'Alsace et la Lorraine, mais parfois plus lointaines, les marchés laissent voir des habits et accoutrements marqués des distinctions paysannes multiformes et multicolores, teintés par les appartenances religieuses diverses. C'est ce tourbillon linguistique et folklorique qui a éveillé l'intérêt du jeune Ferdinand Brunot pour le langage.
| 1830  | 1840  | 1847  | 1859  | 1863  | 1870   | 1872   | 1876   | 1887   |
| ----- | ----- | ----- | ----- | ----- | ------ | ------ | ------ | ------ |
| 7 339 | 7 906 | 8 509 | 9 006 | 9 554 | 10 450 | 12 317 | 14 511 | 17 145 |

| 1891   | 1896   | - | - | - | - | - | - | - |
| ------ | ------ | - | - | - | - | - | - | - |
| 18 136 | 21 396 | - | - | - | - | - | - | - |

L’arrivée du chemin de fer à partir de la grande ville marchande de la vallée de Meurthe, Lunéville, est prévue dès le début des années 1860. Une frénésie immobilière saisit les opérateurs bourgeois locaux ou étrangers, souvent sans scrupules. Monseigneur Caverot, harcelé pendant de longs mois par ses paroissiens consent en janvier 1864 au rachat de la chapelle du Petit-Saint-Dié menacée de destruction. L'activité d'aménagement permet de maintenir la croissance malgré la guerre de Sécession qui fait tarir les importations de coton et génère moult chômage dans les usines textiles. Les travaux sur la ligne de chemin de fer et à l'emplacement des fondations de la gare érigée à la va-vite durant l'été 1864 dévoilent, en plus de l'exhumation réglementaire de l'ancien cimetière du faubourg saint Martin, de nombreuses sépultures insoupçonnées et de nombreux ossements humains, de la période antique jusqu'aux temps mérovingiens. Une rue partant de la place saint Martin vers la gare est tracée ex nihilo en éradiquant plusieurs grandes maisons de l'enceinte du faubourg. La gare rentre en service en novembre 1864, avec le premier train de voyageurs arrivant sur ses quais le 15 novembre. Le fret ferroviaire développe le transport des pondéreux et surtout du bois et du charbon, stimulant le commerce et l'industrie implantée, du moins la part la plus compétitive. L’éclairage au gaz illumine le centre de la petite ville en 1865. Le recensement impérial de la population compte 10230 habitants, dont 80 %, soit 8045, se regroupent dans l'agglomération.
Un véritable organe de presse pour l’arrondissement, la Gazette vosgienne, naît en 1869 de la rencontre de personnalités locales, parmi lesquelles Georges Freisz, éditeur et imprimeur et Henry Bardy, pharmacien féru de culture et d’histoire. Les transports ferroviaires accroissent les échanges et imposent des contraintes horaires et techniques lorsque le flottage du bois décline.

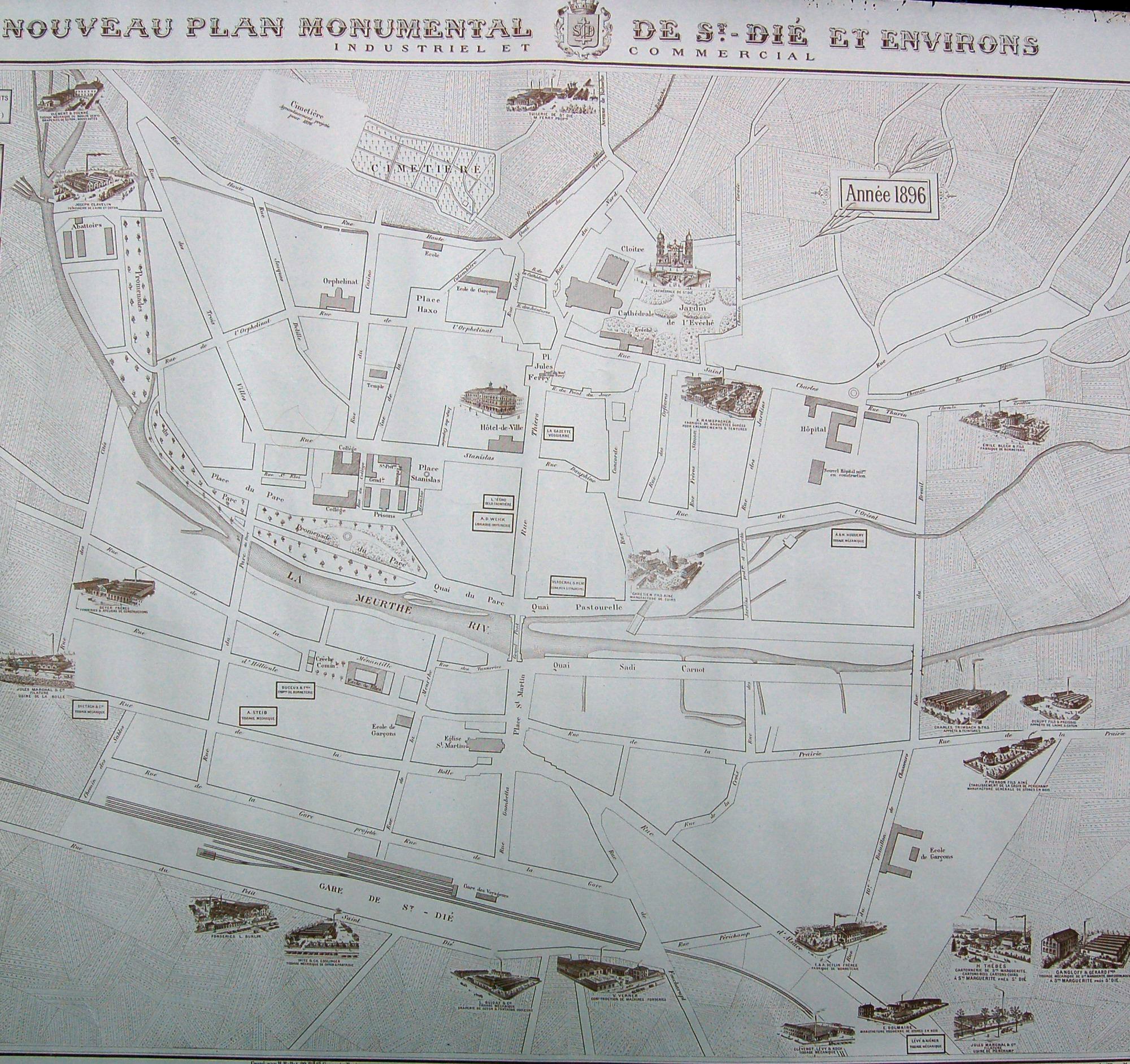
Plan schématique de la Saint-Dié industrielle en 1896.

La guerre franco-allemande de 1870 ouvre une période sombre. D'abord un flot de réfugiés alsaciens dont le désarroi surprend les habitants pacifiques s'accroît dès le début des hostilités estivales. Le temps pluvieux marque ensuite les esprits alors que la désorganisation impériale transparaît. La ville est occupée le 7 octobre 1870 par l'armée badoise après la bataille de Nompatelize remportée la veille. Ainsi ses habitants qui paient le coût de la guerre se voient soumis à une première litanie d'amendes et de réquisitions. Pire, de décembre à janvier 1871, l'épidémie de variole au summum entraîne jusqu'à six décès par jour.
Saint-Dié dont l’arrondissement est amputé de la vallée de la Bruche, à savoir le canton de Schirmeck, le demi-canton de Saales et les hauteurs au voisinage de la plate-forme du Donon, par le traité de Francfort signé le 10 mai 1871 réagit au marasme économique. Diverses troupes allemandes occupent la ville jusqu'au 2 août 1873 et ébauchent déjà une planification des terrains militaires, instaurant divers casernements proche des axes routiers. Le retour à la France, inauguré par des unités de chasseurs à pied sautant du train venant de Lunéville suscite une liesse populaire spontanée qui provoque en retour une crainte infondée auprès des autorités. Sur la route de Sainte-Marguerite, la vaste zone de construction de baraquements pour le cantonnement prussien entre 1871 et 1872 servent aussitôt au 10e bataillon de chasseurs à pied débarqués à la gare : restructuré, elle est nommée caserne Chérin.
La ville, chef-lieu d'un arrondissement meurtri pas la guerre, redéploie lentement son administration et ses services tronquées. Ses citoyens prennent foules d’initiatives privées. Les autorités françaises, militaristes, laissent cette réaction sous surveillance, recherchant espions et migrants illégaux, souvent des optants tardifs, simplement non enregistrés pendant la période légale. Elles permettent sous l'égide du préfet la création d’une société savante, en l’occurrence la Société philomatique vosgienne. Cette société, qui rassemble le petit monde savant, ne se contente pas du monde des livres et de l'édition, elle valorise en quelques années les vieux chemins montagnards qui environnent la ville, avec les recrues des bataillons qui découvrent la géographie sur le terrain.
Militaires, savants et randonneurs de la ville, associés aux représentants des Eaux et Forêts, aménagent profondément divers lieux de repos reliés par un réseau dense de sentiers, à l'instar de la Pépinière au dessus de la ferme du Paradis et son large abri de bois sur la hauteur de la Behouille, la cascade des Molières et en contrebas ses plans d'eau artificiels commençant au-dessus de la maison forestière de Molières, sans oublier les petites fontaines rafraîchissantes et autres points d'observation sylvestres ou en hauteur, comme les roches sommitales, sur un continuum de hauteurs de l'Ormont à la Bure en rive droite, sur les massifs mieux compartimentés de Saint-Martin/Kemberg et de la Madeleine en rive gauche. Au premier ensemble, appartient l'emblématique roche du Sapin sec, point culminant dégagé de la commune avec sa chaire du Diable à 900 m d'altitude, accessible directement par le sentier des Schlitteurs, qui permet aussi bien d'observer le massif du Hohneck que celui du Donon, la roche des Oiseaux, la Roche du Chapeau, les roches des Corbeaux, la Roche des Fées dominant Saint-Dié, la fontaine du Chapeau et sa roche dite des Chapeaux donnant sur le val de Robache, les Molières etc. Aucun point de l'espace communal n'est oublié : Les Roches de la Bure, le bois de Gratin sous les prairies sèches ou fourrières du Haut de la côte ou Haudicot, qui domine le Breuil ou la Vanne de Pierre sur la Meurthe, La Chaise du Roi et les hauteurs de Solitude sur la Madeleine, les roches et promenades de Saint-Martin équipés de tables et chaises en bois, en particulier au-dessus du restaurant La Laiterie saint Martin, Les Trois Fauteuils au dessus de Foucharupt, et les sentiers du Kemberg menant à la Roche dite Pierre-Percée en crête à 760 m d'altitude à 4 km de la Ville ou aux roches d'Anozel surplombant le col homonyme. Par les crêtes du massif de l'Ormont, les chasseurs à pied en exercice gagnent avec rapidité vers l'orient les Roches d'Ormont dominant le Spitzemberg et la frontière franco-allemande, ou plus au nord, la Roche du chariot. Cet art du déplacement au pas de course ne s'est pas perdu : la ligne de front française dispose dès l'hiver 1914 de nombreux observatoires de fer et d'équipements sur l'Ormont, grâce aux transports des muletiers du corps du génie. Mieux, Alban Fournier, médecin féru de descriptions géographiques, adhère à la société du président Henry Bardy, ami de son père, pour rejoindre en 1878 les équipes d'aménageurs réfléchissant sur les sentiers : Prenant la présidence du Club Alpin des Vosges, il exporte de manière adaptée ce savoir-faire, né d'un vif brassage local et éphémère, vers les montagnes vosgiennes qu'il affectionne, et surtout les secteurs déjà animés de Gérardmer et de Vittel, ce qui le fait paraître à nos yeux en promoteur du tourisme vosgien.
En avril 1882, les autorités républicaines décide d'attribuer le nom de Thiers à la grande rue et celui de Gambetta à la rue saint-Martin.
L’immobilier est réactivé jusqu’en 1885. Les industriels trouvent des débouchés à leurs cotonnades et leurs produits sidérurgiques et métallurgiques.

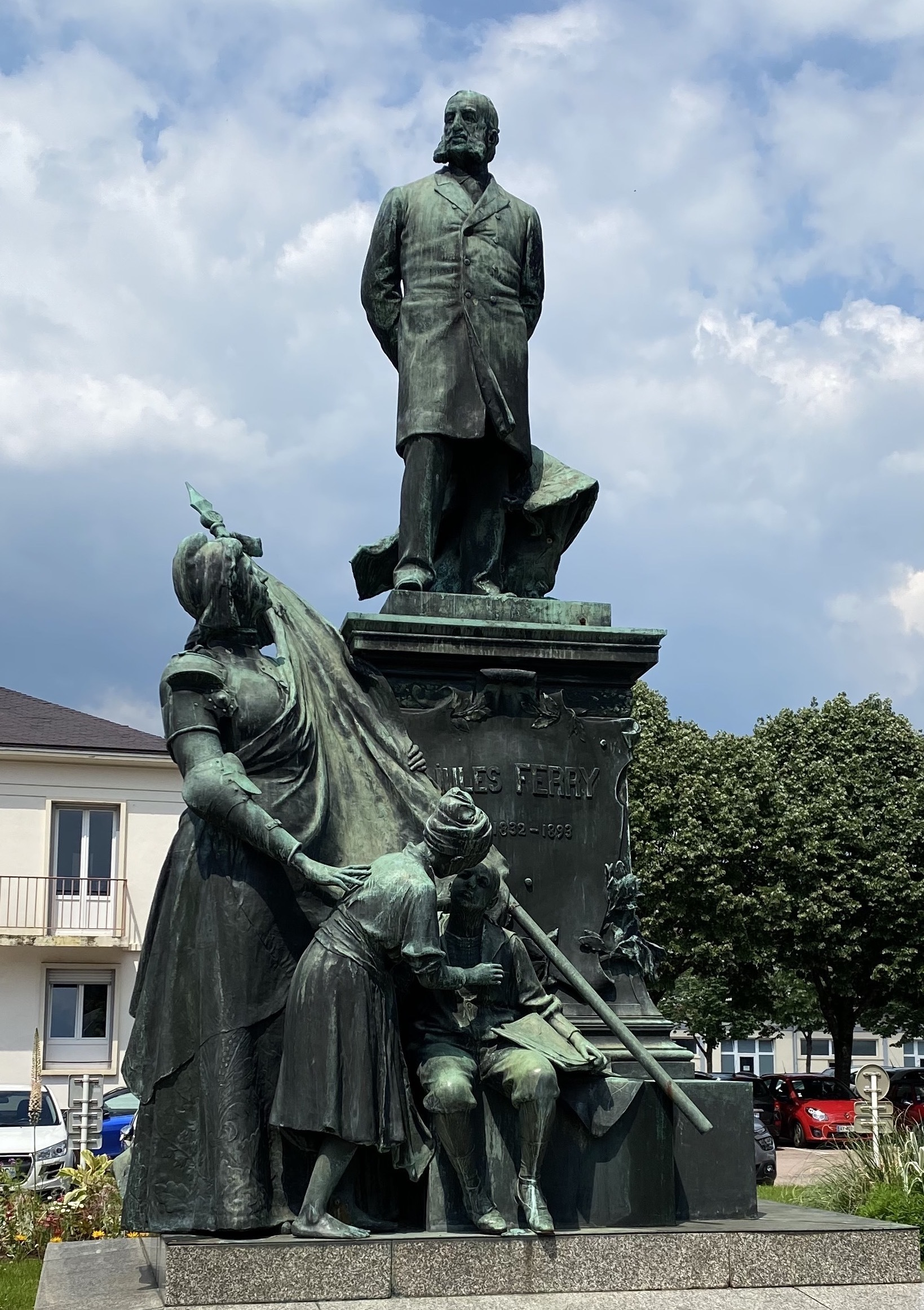
Statue de Jules Ferry à Saint-Dié-des-Vosges.

La ville dotée d'un tribunal de première instance, d'une chambre consultative des arts et manufactures, d'une inspection forestière, d'un collège communal et d'un évêché parvient pratiquement à doubler de taille entre 1860 et 1885. La ville peut envisager de franchir 20 000 habitants avant la Belle Époque. Déjà, en 1893, l'ensemble architectural formé par la cathédrale, le cloître dit "Galilée" et la petite église Notre-Dame-de-Galilée est classé monument historique. Cet ensemble d'architecture religieuse est proposé en modèle pour l'étude historique des monuments. La cathédrale, ancienne collégiale avant 1777, a gardé des éléments du XIe siècle dans les trois premières travées de gauche, des pierres du XIIe siècle sur le côté gauche et les bas côté au niveau de la nef, un chœur ogival du XIIIe siècle et XIVe siècle avec de belles verrières pour accueillir jusqu'à 27 chanoines, ainsi que de vieilles peintures dans les chapelles latérales. Son entrée est moderne, si le double escalier date de 1689, sa façade classique plaquée sur la vieille nef romane en remplacement d'une tour porche effondrée depuis 1636, a été redessinée par Giovanni Betto, architecte du duc de Lorraine et surtout réalisé par son frère, maître d'œuvre, Andreas, en 1711, en tenant compte des réaménagements symboliques des chanoines. La petite église, qui dévoile une tour porche du XIe siècle tronquée d'un étage en 1155 lors de la construction de sa nef, garde le style roman, visible dans son unité par une tribune remarquable et son chœur en cul-de-four, une piscine double et ses beaux chapiteaux, datant du XIe siècle. Restaurée en 1893, ce qui amena la découverte du tombeau du chanoine Pierre de Blarru, mort en 1511, cette petite église, considéré comme un joyau de l'art roman, est rendue au culte le 20 août 1894.
En juillet 1895, la fontaine de la Meurthe est translatée de la place des Vosges à l'extrémité de la rue Saint-Charles, vieille place de la Rochotte, rebaptisée place de l'hôpital, en face de la sortie de l'hôpital militaire et civil. Il s'agit de libérer l'espace pour implanter et le socle avec marches et le monument grandiose, portant la statue en bronze de Jules Ferry, œuvre du statuaire Mercié et de l'architecte Formigé. Au pied de la statue surélevée, un Annamite et un Français symbolisent l'expansion coloniale, dite "civilisatrice" et l'instruction publique. Le 26 mai 1896, le monument complet est mis en place, la place des Vosges débaptisée porte désormais le nom de place Jules Ferry. Les festivités patriotiques et cérémonies militaires commencent le 25 juillet 1896 avec l'arrivée à 4 h 30 de l'après-midi des membres du gouvernement. Le 26 juillet, le monument est inauguré par la famille Ferry, la municipalité et les autorités préfectorales, en présence de Méline, président du conseil, du général Billot, ministre de la guerre, Hanotaux, ministre des affaires étrangères, Rambaud, ministre de l'instruction publique, Boucher, ministre du commerce et Loubet, président du Sénat.
Dès 1895, l'entreprise Toubhans-Husson propose l'installation de l'éclairage électrique dans les maisons d'habitation urbaines. Les usines et scieries s'équipent alors en équipement triphasé de forte puissance. L'éclairage public au gaz n'entre pas encore en ligne de concurrence, d'autant plus que le 2 juillet 1897, un foudroiement sur les fils électriques déjà enchevêtrés de la rue Thiers provoque un début d'incendie, éteint en grande partie par la pluie orageuse qui suit. Une fabrique d’aéroplanes nommée Avia s’installe rue d’Alsace au début du XXe siècle, profitant du savoir-faire en menuiserie industrielle et en transmission par montage de pièces métalliques.

## XXesiècle: Fin de la Belle Epoque, Temps de guerre ou d'entre-deux-guerres
Au tournant du siècle, en 1900 et 1901, l'église saint Martin, qui, bel édifice du XVIIIe siècle couvertes d'essis de sapin, a flambé dans la soirée de la fête nationale du 14 juillet 1895 par l'effet d'une fusée de feux d'artifice, avant de brûler toute la nuit, est reconstruite. Elle est inaugurée le 10 aout 1902 et consacrée le 13 août par Mgr Foucault, évêque de Saint-Dié.
Un nouvelle et vaste gare ferroviaire, avec ces alignements de cinq bâtiments aux murs blancs et à toitures métalliques de zinc, est inaugurée le 16 avril 1904. La place de la Gare, adaptée pour les voitures hippomobiles et automobiles, puis les camions et les autobus en 1907, est rejointe directement par la rue Gambetta, dans l'axe approximatif de la place saint Martin et de la rue Thiers. Elle accueille, outre les permissionnaires et militaires effectuant leur service, les équipements techniques et les troupes permanentes des 3e, 10e et 31e BCP qui partent parfois en manœuvre lointaine et enfin trois batteries du 12e régiment d'artillerie, installées à la caserne Souhet, en avril 1914. En 1913, Saint-Dié, ville de garnison proche de la frontière, est promue siège de la 43e division et de la 86e brigade de chasseurs à pied, dite brigade bleue, sous les ordres du général Raffenel.

### Saint-Dié, marraine de l'Amérique
À la Belle Époque, la Société philomatique vosgienne, qui avait amassé une documentation à partir des hypothèses de Gaston Save sur le Gymnase Vosgien depuis 1880 et avancé une explication érudite de cette initiative cartographique, proposa que la ville prenne le surnom de « Marraine de l’Amérique ». Cette appellation fut reprise par un journaliste de New York, Henry Charles au début du XXe siècle. L’ambassadeur américain approuva ce parrainage et des fêtes franco-américaines furent organisées en 1911. La demeure n° 7 de la place Jules Ferry, en l'occurrence celle de la pharmacie Serrès, est décrétée par apposition de plaques commémoratives "Maison historique du baptême de l'Amérique".
| 1906   | 1911   | 1923   | 1926   | 1931   | 1936   | 1940   | 1946   |
| ------ | ------ | ------ | ------ | ------ | ------ | ------ | ------ |
| 22 136 | 23 108 | 19 400 | 19 309 | 19 695 | 20 315 | 17 500 | 15 711 |

Sur le parvis de la cathédrale, le vieux tilleul d'âge médiéval, crevassé, écartelé en une sorte de lettre L renversée pour laisser passer les bourrasques de l'ouest vers la façade du palais épiscopal, reverdit chaque année. L'embase de son tronc dépasse 5,50 mètre de circonférence. Toujours présent après novembre 1944, et surtout fin 1945 au milieu de la partie arasée de la ville, il est devenu un symbole de vitalité de la Ville. La place du Parvis s'élargissait devant les bâtiments de l'évêché, édifiés sur les plans de l'architecte Carbonnar, qui, après l'application stricte des lois de séparation en 1905, sont préemptés et achetés par la Ville. S'y installe par défaut l'internat du collège de jeunes filles en 1909, puis bien après la Grande Guerre qui voit confisquer ses bâtiments au profit des armées, l'externat en 1925. Les séminaristes, expulsés du séminaire de Richardville en 1905 sont momentanément rassemblés à Epinal, avant de rejoindre en 1908 l'ancienne école des Frères. L'évêché avait acquis une partie des anciennes tuileries de Robache, abandonné après 1901 et prévoyait d'installer et un grand séminaire, et une bibliothèque et un palais épiscopal, ouvrant des perspectives sur la montagne de l'Ormont. Les vastes travaux n'étant pas encore terminés en 1914, l'installation et l'inauguration furent reportées en 1920.

### La Première Guerre mondiale
Les combats de la Chipotte et la bataille du Grand-Couronné arrêtent l’avance allemande. Saint-Dié est envahie du 26 août au 11 septembre 1914. Au pied de la ville le 4 août, les troupes allemandes n’en réalisent la conquête totale que le 27 août. Les nouveaux occupants subissent une résistance locale improvisée et, excédés, fusillent plusieurs habitants rue d’Alsace. Le 28 août, le général von Knoezer exige une contribution de 39 000 francs aux édiles de la Ville.

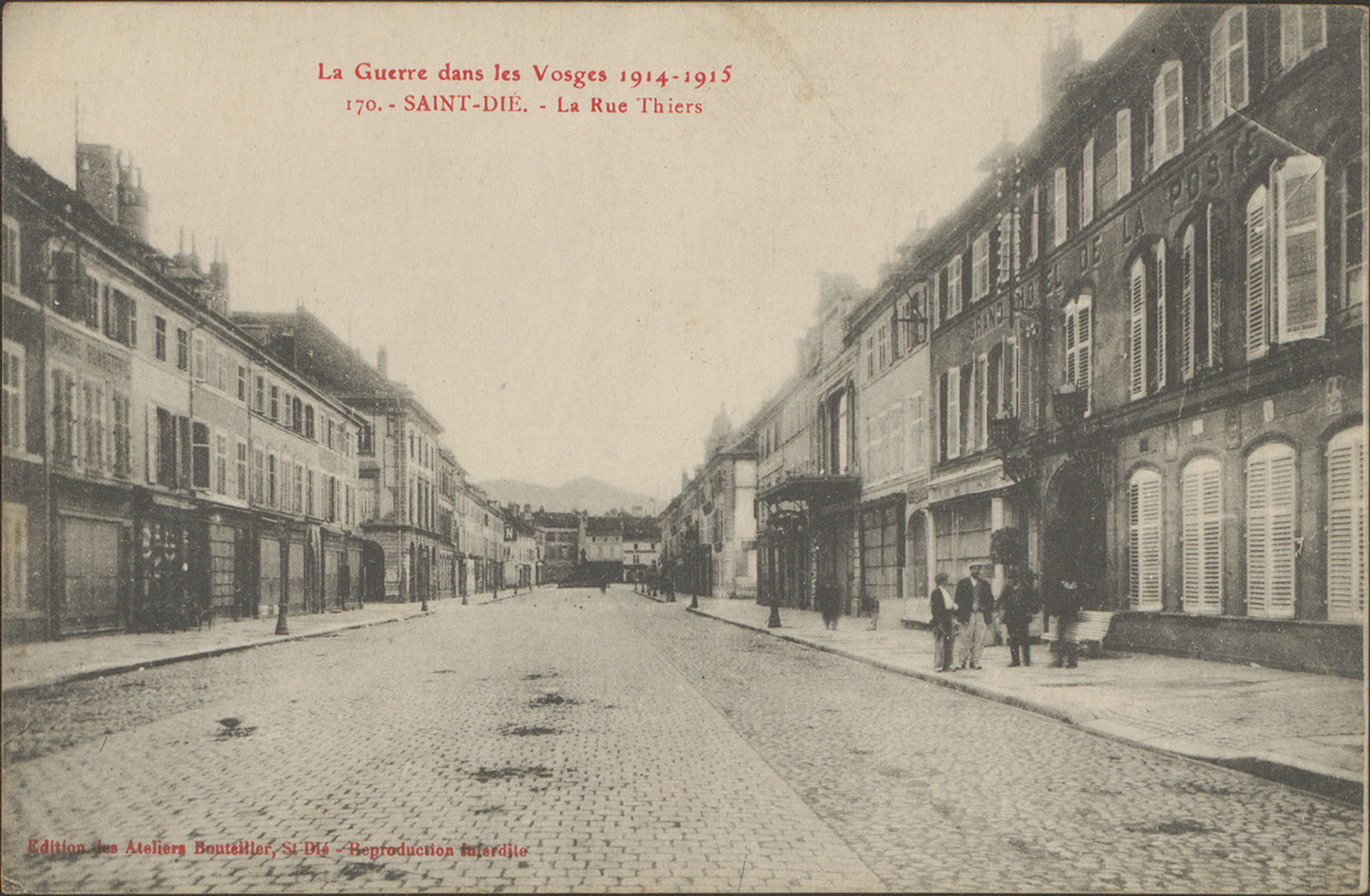
La rue Thiers au cours de la Première Guerre mondiale

Une fois en place, la Landwehr est incapable de tenir ce « trou de la mort » alors que l’artillerie française occupe les premiers contreforts de La Madeleine et du  Kemberg et que les chasseurs alpins franchissent en aval la Meurthe et menacent de courir à revers sur l’Ormont et d’encercler ainsi les occupants de Saint-Dié. Pour parer la contre-attaque des Tiges le 10 septembre, les Allemands incendient une partie des rues de La Bolle et de la Ménantille. Les Allemands choisissent de reculer bien à propos et brisent l’offensive française qui ne peut à son tour tenir la ville et la vallée. En réalité, le commandement allemand ordonne, fin 1914, le retrait de ses troupes sur des positions sûres, de préférence en hauteur. Les troupes françaises peuvent de nouveau avancer.
La ligne de front reste quasiment la même jusqu’à l’Armistice du 11 novembre 1918. Saint-Dié est au cœur de la tourmente à la fin de l’été 1914 et reste la première petite ville à proximité des zones de combats de la Fontenelle et du Spitzemberg en 1915. Elle subit de nombreux bombardements par les gros canons placés sur les cols, en particulier le col de Sainte-Marie ainsi que par des attaques aériennes à la fin de la guerre. Cette commune sinistrée reçoit la Croix de guerre de la part du président Raymond Poincaré. La nécropole nationale des Tiges, adossée au massif du Kemberg, témoigne de la violence des combats menés aux abords mêmes de la ville lors de la bataille de la Haute Meurthe.

### L’entre-deux-guerres
Malgré les quelques années de retour de la croissance économique, au milieu des années 1920, la petite ville qui vit au rythme des filatures et tissages de coton, des fonderies et des constructions mécaniques ainsi que de la fabrique de grillage métallique, ne parvient pas à enrayer son insensible déclin.
Les cours du coton américain s’enflamment. Ceux incertains du charbon, indicateur du coût de l’énergie, jouent au yo-yo. La réduction de la demande et l’arrivée de concurrents sur le marché français, notamment alsacien, provoquent une grave récession textile en 1920 et en 1921. À partir de 1924, une reprise économique s’esquisse. L’embellie est réelle dans la sidérurgie et les métiers de la fonderie qui bénéficient de la forte demande des transports, en particulier automobiles.
Mais c'est surtout l'ouverture vers l'Alsace après quatre ans de guerre, qui est bénéfique à l'économie. Elle se continue par les programmes des réseaux de transports, routes et voies ferroviaires à construire, qui se continue sous forme de grands travaux lors de la crise sévère des années trente. Les échanges administratifs sont eux inédits, et sont favorables à la ville de Saint-Dié, par exemple, en matière d'attractivité des établissements scolaires, l’inscription dans ses établissements secondaires d’élèves issus de la vallée de la Bruche et de nombreuses familles des cantons voisins, n'est pas seulement une réminiscence des limites départementales d’avant 1871 et de la frontière linguistique, mais une volonté des élites bourgeoises alsaciennes en grande partie germanisées d'apprendre le français dans un cadre favorable. Cette attractivité souvent ignorée a perduré jusqu’aux années 1980. Comme le calendrier festif en Alsace-lorraine reste inchangé du fait du maintien du Concordat, les voisins alsaciens prennent l'habitude de venir faire quelques emplettes les jours ouverts par les exigences laïques et républicaines, par exemple le vendredi saint.
À Saint-Dié comme en Lorraine, une économie de services et de loisirs prend consistance après-guerre. À part quelques branches spécialisées, l’industrie locale ne peut suivre cette évolution. Mis à part les banques et les travaux publics, les petites entreprises et les artisans répondent mieux à cette demande, en particulier dans le bâtiment, la mode ou les diverses transformations agricoles qui prospèrent avec la paix.
Les contrastes sociaux s’accusent avec une vigueur renouvelée alors que l’État s’essaie à la protection sociale. L’État renouvelle son apport à l’aménagement avec les cimetières militaires, notamment la Nécropole nationale des Tiges, les services des régions libérés ou le génie rural.
L’extension des loisirs, notamment la pêche ou la chasse, provoque par les applications de décrets préfectoraux qu’elle avait motivés depuis le début du siècle, la destruction ou le maintien artificiel d’espèces. Les randonnées, parfois associées avec les joies du camping, qui partent de Saint-Dié sont foisonnantes : les simples promenades dominicales proposées peuvent durer de une à cinq heures. Quelques minutes après l'entrée en forêt, par exemple du Kemberg ou Saint-Martin, un promeneur se retrouve parmi des roches de grès roses, tapissées de bruyères et de mousses. Aux abords de Saint-Dié, il peut traverser en été des vallons sauvages et arides entre les collines du bassin permien, ou retrouver des montagnes aux hauteurs rocheuses et gazonnées, offrant des panoramas insoupçonnés, à l'instar du Sapin sec, qui ouvre à partir de 890 m la vue vers le Donon et le Hohneck. Une randonnée vers les roches d'Ormont, que ce soit par le Paradis et la Roche des Fées, ou par le sentiers des Schlitteurs rejoignant le Sapin sec, permet de contempler les sapins déchiquetés par les dures combats du Spitzemberg. Les sites de guerre plus lointains sont l'objet d'excursions et de visites, en car ou en automobile, autant patriotiques que touristiques : La Fontenelle et sa nécropole, Le Violu, la Tête des Faux, La Chipotte, La Chapelotte.

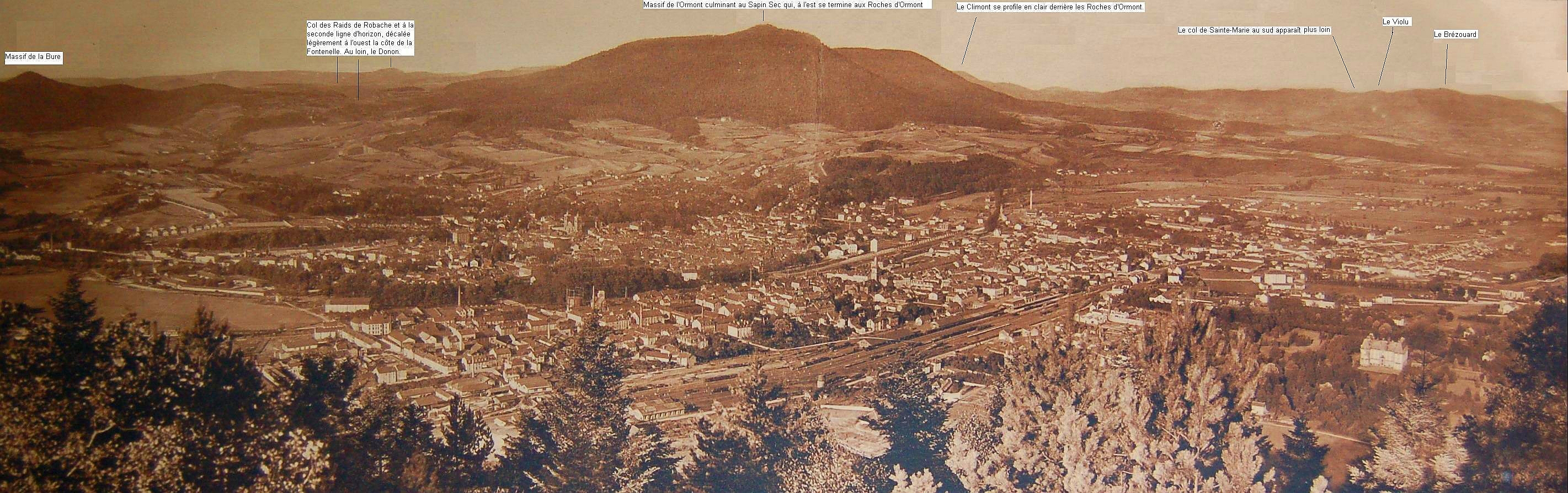
Panorama de la Roche Saint-Martin vers 1935 (document Société philomatique vosgienne).

En 1936, la ville aux rues larges et bien aérées compte 2786 maisons, occupée par 6084 ménages. Il y a selon le recensement 19 964 individus français et 351 étrangers. L'aspect de la ville reste industriel, en témoigne cet description d'un journaliste alsacien en juin 1938 sur la contrée rive gauche autour du faubourg Saint-Martin : une "longue bande de constructions modernes, mêlées d'usines à hautes cheminées groupées de chaque côté de la voie ferrée". Les lignes de chemins de fer régulières filent vers Nancy, Strasbourg, Épinal, mais aussi Fraize et Sainte-Marie-aux-Mines par le tunnel. Des services d'autocar de grande qualité desservent directement Plainfaing, Gérardmer, Senones, Vittel et Plombières.

### La Seconde Guerre mondiale

#### L'Occupation
La ville est occupée par l’armée allemande à partir du 22 juin 1940 et fait partie tacitement, avec l’ensemble de la Lorraine, de la zone, dite « zone interdite », planifiée en recolonisation allemande à terme. Le Journal du maire de Saint-Dié, Léon Jacquerez, raconte cette période.
En 1944 la ville est traversée par le Schutzwall West.
Le secteur de la montagne fin 1944 a été le dernier bastion du régime pétainiste. Les hôtels de Saint-Dié et des maisons sont réquisitionnés. Radio-Paris essaie d’émettre ses dernières émissions depuis une antenne installée au sommet de Saint-Roch.
Déportations et exécutions se généralisent à la moindre incartade. Ce qui n’empêche nullement des combattants de l’ombre de laisser dérailler un convoi ferroviaire de chars arrivant en roue libre sous le pont de Foucharupt le 9 septembre avant 17 h, amputant une dizaine de chars lourds allemands, renfort destiné à la bataille de Dompaire.
Les Allemands ne veulent pas céder les premières hauteurs du massif. Ils prennent position sur les hauteurs et réquisitionnent les populations pour leurs travaux.

#### La Libération

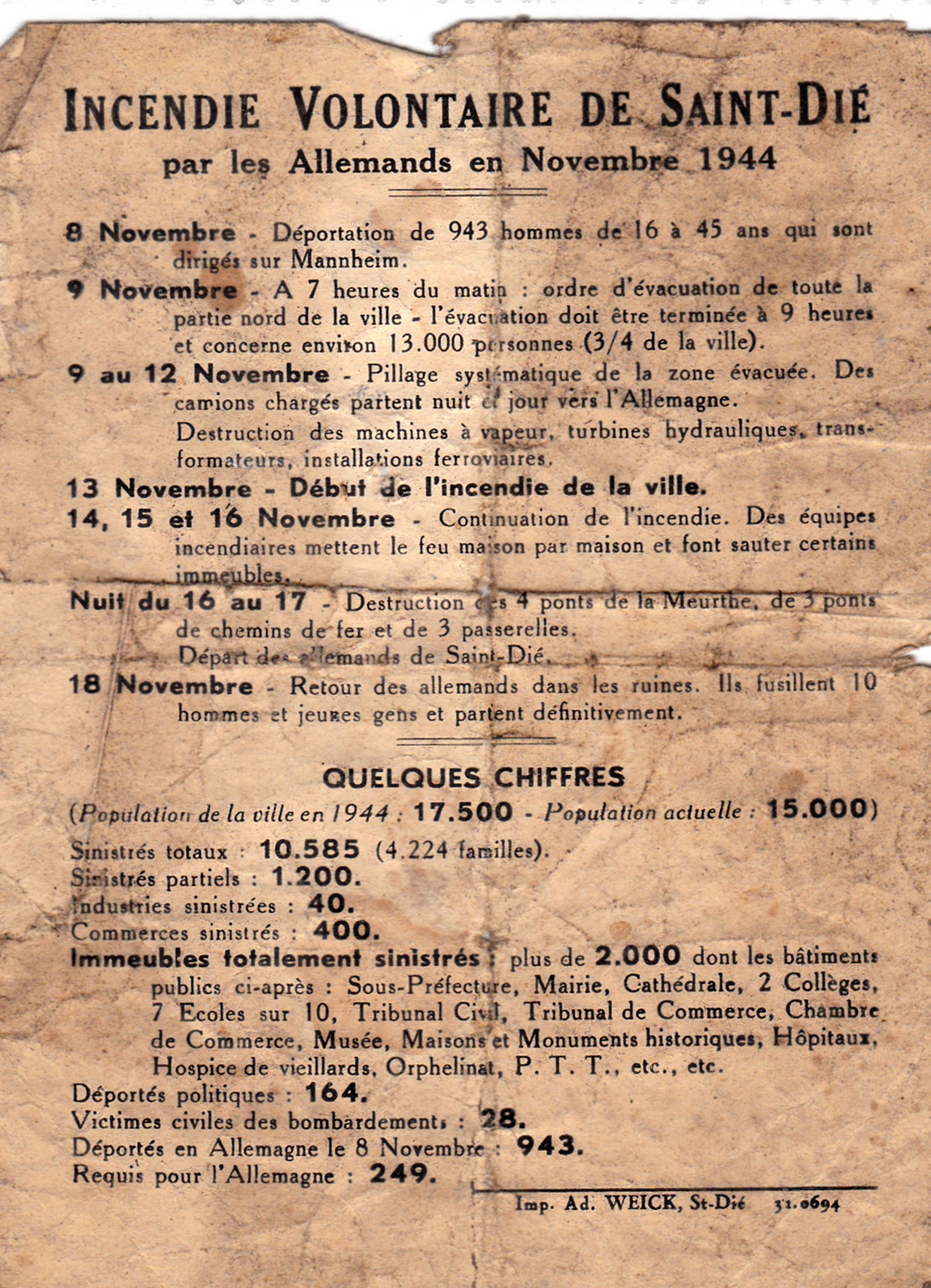
Reproduction d'un document d'archives personnelles (archives G. Richardot).

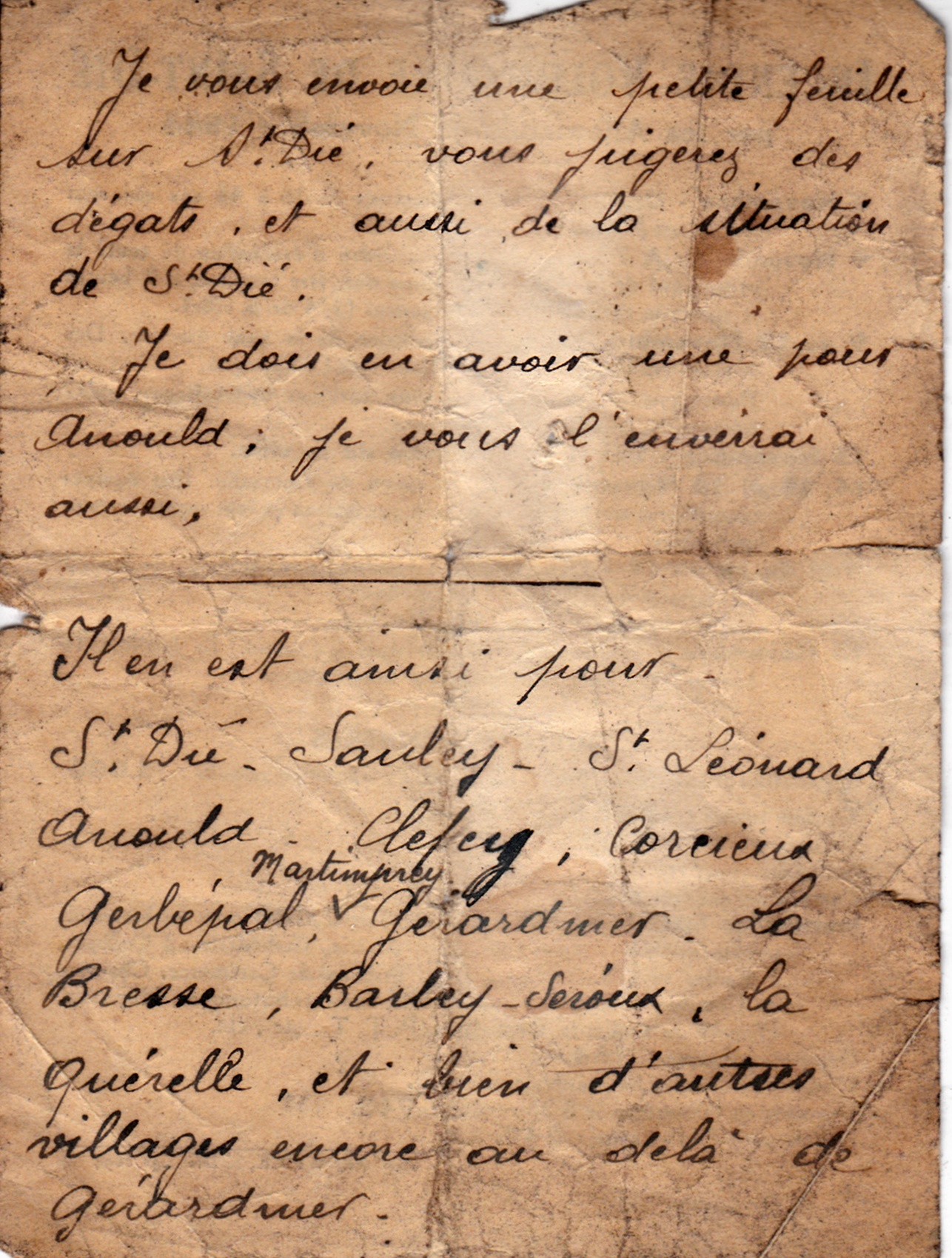
Verso d'un feuillet d'information manuscrit sur les destructions de Saint-Dié (novembre 1940, archives G. Richardot).

Après la libération d’Épinal, les troupes américaines progressent plus difficilement. En particulier dans la montagne, comme en témoigne la bataille de Bruyères et l’approche difficile des troupes américaines pataugeant dans la Meurthe en aval de Saint-Dié, constamment pilonnées par l’artillerie allemande.
La stratégie allemande de terre brûlée et de déportation systématique des populations civiles (opération Waldfest) a commencé à Champ le 16 septembre 1944. Elle se poursuit dans la plupart des localités de la montagne et Saint-Dié ne fait pas exception.
La rive droite de la ville est partiellement incendiée et dynamitée à partir du 13 novembre 1944 par les troupes slaves engagées de force dans la Wehrmacht. Le 4 novembre, une cinquantaine de Déodatiens affamés et sortis de leurs caves prélèvent de la viande sur des chevaux morts. Les soldats allemands les mitraillent à l’aveugle et font six morts et deux blessés. Le 8 novembre l'autorité militaire déporte 943 hommes de seize à quarante-cinq ans, ils sont dirigés vers Mannheim. Le 9 novembre, à 7 heures du matin, l'évacuation de la partie septentrionale de la ville est ordonnée. Du 9 au 12 novembre, la zone évacuée est pillée, des camions chargés partent nuit et jour vers l'Allemagne. Machines à vapeur, turbines hydrauliques, transformateurs et installations ferroviaires, en particulier les aiguillages, sont détruits. Le 13 novembre, les premiers incendiaires se mettent à l'œuvre, au début maison par maison, puis ils font sauter quelques gros immeubles. Le 16 novembre, les lance-flammes de la section du commandant Schwenker brûlent les maisons déodatiennes vides. Dans la nuit du 16 au 17 novembre, les quatre ponts sur la Meurthe, ainsi que trois ponts de chemin de fer et trois passerelles, sont détruits alors que la troupe commence à quitter la ville. Le 18 novembre, quelques sections de soldats allemands reviennent par surprise dans les ruines et fusillent dix hommes et jeunes gens.
La 103e division d'infanterie investit la ville en passant à travers la forêt du Kemberg et libère Saint-Dié dévastée le 17 novembre 1944.

#### Bilan des destructions
Plus de 2 000 immeubles, parmi lesquels les principales maisons et monuments historiques, sont totalement sinistrés. Les bâtiments publics dévastés sont la sous-préfecture, la mairie avec le musée et le théâtre attenant, deux collèges, sept écoles (sur dix), le bureau du cadastre, le tribunal civil, le tribunal de commerce, la chambre de commerce, les hôpitaux et les hospices de vieillards, l'orphelinat... Les ponts anciens sur la rivière Meurthe ont tous été détruits.
Contrairement à une légende[Laquelle ?], les terrifiantes destructions allemandes ne sont pas les seules et n’en représentent qu’un tiers. Les historiens[Lesquels ?] estiment que le long et intense bombardement américain, qui a causé vingt-huit victimes civiles, a eu auparavant un semblable effet destructeur. Enfin, les propriétaires, soucieux de percevoir des dommages, obéissent aux architectes, qui influencent l'autorité des ponts et chaussées, provisoirement responsable de l'urbanisme, à faire raser par mesure de sécurité ce qui reste, en particulier des pans de murs intacts, qui auraient pu accueillir des abris précaires ou se reconstruire plus facilement.
Une note des autorités municipales rappelle les événements et la vie des sinistrés de ce mois de novembre pluvieux et neigeux. Elles comptent 10 585 sinistrés totaux (appartenant à 4 224 familles) et 1200 sinistrés partiels sur les 15 000 habitants restants. Quarante industriels et quatre cents commerces sont aussi déclarés sinistrés. Outre les 249 jeunes requis pour l'Allemagne, les habitants restent sans nouvelles des 164 déportés politiques et des 943 derniers déportés. La vie urbaine est redevenue primitive, l'eau et l'électricité ne sont pas rétablies, les chemins de fer coupés et les ponts inexistants, les routes défoncés par les chenilles des chars et autres véhicules militaires, un ravitaillement par le génie militaire se met en place tant bien que mal.

##### Le lieu d'une prise de décision lourde de conséquences
Les percées victorieuses, à Strasbourg et à Belfort, respectivement menées par la division Leclerc (au sein de la  7th US Army) et par la 1re armée française de de Lattre, créent une situation inédite sur le front ouest. Ces unités étaient en effet confinées a priori dans un rôle secondaire dans le vaste plan d’attaque conçu par l'état-major allié pour briser la résistance des armées allemandes.
Tenant compte de la situation militaire ainsi créée, le Général Devers, en charge des troupes alliées dans ce secteur, élabore alors un plan alternatif d’envahissement de l’Allemagne. Cette proposition, repose, dans la foulée des avancées alliées en Alsace, sur un franchissement rapide du Rhin avec plusieurs mois d’avance sur le plan de marche initialement prévu. Cette vision bouscule sensiblement le plan allié initial qui favorisait un effort militaire plus au Nord visant à la fois l’occupation du stratégique bassin industriel de la Ruhr et à donner un rôle plus actif à l’allié britannique dans la libération du continent.
À l’initiative du général Dwight D. Eisenhower, commandant suprême des troupes alliées, une conférence réunit, les généraux US les plus hauts gradés du front Ouest européen, notamment les deux commandants de groupe d’armées, Devers et Bradley, le commandant du 7e US Army Corps, le général Patch ainsi que le Major général Brooks commandant quant à lui le 6e US Army Corps.
Cette conférence ultra secrète, se tient le 24 novembre 1944 à proximité des combats dans une ferme abandonnée de La Pêcherie, hameau alors agricole de Saint-Dié-des-Vosges.
Après étude de la situation militaire, Dwight Eisenhower rejette l’opportunité de forcer le passage du Rhin. Les divisions sous commandement de Devers devront rester sur la rive gauche du Rhin et réorienter leur avancée vers le nord de l’Alsace, ouvrant de fait à l’ennemi la possibilité de s’accrocher au fleuve à la hauteur de Colmar.
La décision du généralissime, est restée secrète jusqu’à sa déclassification progressive des archives militaires américaines. Elle demeure en Europe largement méconnue alors qu’elle détermine pourtant la suite des événements militaires : résistance allemande dans la poche de Colmar, contre-offensive des Ardennes, occupation de Berlin par les Soviétiques... En déterminant ainsi le scénario militaire des derniers mois de guerre, de l’hiver 1944 et du printemps 1945, la décision d’Eisenhower, improbablement prise dans un hameau de Saint-Dié dévastée, contribue à modeler le poids militaire de chacun des alliés dans la victoire et dès lors à fixer les rapports de forces politiques dans les négociations ouvrant l’après-guerre.

##### Reconnaissance
La commune a été décorée, le 28 février 1949, de la Croix de guerre 1939-1945 avec palme de bronze.

## XXesiècle: Affres d’après-guerre, retards et déclins

### La lente reconstruction
La reconstruction tarde dans un pays qui sombre économiquement au plus bas en 1947. Le théoricien et architecte Le Corbusier, nommé conseil auprès de l'architecte en chef Jacques André, propose un projet au ministre de la Reconstruction Raoul Dautry : une cité jardin assemblage de grandes tours au centre de la vallée et des maisons de loisirs parsemées aux abords des collines. Mais la pénurie de matériel et de fonds entrave l’amorce de cette réalisation modèle dont le plan d'ailleurs tarde du fait des désaccords entre architectes et/ou fonctionnaires. Différentes associations de sinistrés ou assemblées de propriétaires et d’habitants s’offusquent et finissent par se rassembler autour du plan simple et pratique, conciliant avec les propriétaires car en grande partie restaurateur de l'ancien plan cadastral urbain, de l’architecte en chef départemental Georges Michau, secondé par Paul Résal. Le 31 janvier 1946, le conseil municipal adopte sans appel un projet d'un fonctionnaire du ministère, inspiré par la proposition Michau.
En 1946, le ciment est rare et les soubassements des logements provisoires ne peuvent être réalisés qu'en bois. Début 1952, la rue Thiers n’est encore qu’amas de pierres. La lente reconstruction du cœur de la ville commence. Fin 1952, la rue Dauphine commence à renaître et une première maison apparaît rue Thiers. Quelques rares habitants peuvent réintégrer le centre en reconstruction, mais l'immense majorité des habitants qui n'ont pas quitté la ville vivent en baraques. Le camp de la Vaxenaire ouvert en 1944 et qui commence à se vider à partir de 1956 était un des plus grands camps boueux. Les hauteurs de la Vigne Henry couvertes de baraques en bois aux planches disjointes, sans réseau d’eau, ni électricité, ressemblent en 1948 à un vaste bidonville que de nombreux habitants essaient de quitter souvent en vain. C’est la réalité quotidienne de la plupart des gens de Saint-Dié.
En 1954, la statue de Jules Ferry est replacée devant la cathédrale, annonçant la fin de la réfection en pierre de la rue Thiers. Toutefois, la reconstruction n’est pas achevée et beaucoup de maisons ne seront jamais reconstruites. Symbole de ce retard et du vide laissé, la partie de la vieille ville haute, comprenant l’ensemble cathédrale et le palais épiscopal, est réaménagé jusqu’au milieu des années 1970. Si des fermes privées sont reconstruites dès 1948 et les grands camps ou les alignements de baraques des quais sont déjà démantelés au début des années soixante, beaucoup d’habitants ne reconstruiront jamais leurs maisons d’avant-guerre. Il existe encore des baraques discrètes en périphérie de la ville.
Au sortir de la guerre, Saint-Dié est une ville meurtrie. Bénéficiant d'une reprise économique d'abord poussive puis progressive et parfois dynamique, l'économie locale est une facile proie des crises économiques qui s'imposent après vingt années de redressement, principalement de 1955 à 1975. Le retard économique cumulé de vingt années n’a jamais été rattrapé. Par boutade, la reconstruction des orgues de la cathédrale, un "grand seize pieds Quoirin", inauguré plus tardivement après essai et rodage le 29 juin 2009, permet d'arrêter la période globale de reconstruction matérielle et culturelle à la fin de l'année d'installation mécanique en 2007.
En 2010, il existe douze ponts et passerelles enjambant la Meurthe sur le territoire communal.

### La mutation paysanne et urbaine
Dans les années cinquante, la restructuration agricole condamne la paysannerie de la montagne vosgienne. L'agrochimie commence à imposer sa vision techno-scientiste.
Les mutations en quelques années sont souvent rapides, et touchent également les investissements bourgeois traditionnels. Les ruines de la laiterie Lung, ancienne ferme du Petit Kemberg transformée et agrandie en une centrale laitière, en témoignent.
Les historiens possèdent, parmi d’autres documents, une multitude de clichés photographiques sur le vieux Saint-Dié et ses environs notamment pris par le photographe local Adolphe Weick Ces deux types de paysages ont été éradiqués par les destructions immobilières massives de la fin 1944, et par l’abandon progressif des cultures et de l’élevage, souvent hâtés par la rurbanisation. Le cœur de la ville, autrefois lieu d’une culture urbaine populaire, a également été transformé.